# Frontul italian (Primul Război Mondial)
Frontul italian (în germană Italienfront sau Gebirgskrieg, „războiul din munți”) cuprinde luptele duse de Regatul Italiei și Aliații ei împotriva armatelor Austro-Ungariei și Germaniei, în zona delimitată de granița cu Elveția și de malul nordic al Golfului Veneția⁠(d), în contextul mai amplu al evenimentor Primului Război Mondial. Conflictul este cunoscut în Italia, cu numele de „războiul italo-austriac” sau „al patrulea război de independență⁠(d)”.
După ce a convenit un pact de alianță cu puterile Antantei și au renunțat la apartenența la Tripla alianță, Italia a declarat război Austro-Ungariei la 23 mai 1915, începând operațiunile de luptă în ziua următoare: frontul de contact între cele două armate se întindea din nord-estul Italiei, de-a lungul frontierei alpine și în regiunea Karst. În prima fază a confruntărilor, forțele italiene, conduse de șeful statului major al armatei⁠(d), generalul Luigi Cadorna, a lansat o serie de ofensive masive contra trupelor austro-ungare în zona râului Isonzo, oprite de armata generalului Svetozar Borojević von Bojna, simultan cu operațiuni minore pe crestele montane, în special în zona munților Dolomiți.
Conflictul s-a transformat într-un sângeros război de tranșee, similar cu cel de pe frontul de vest: lunga serie de bătălii de pe Isonzo nu a adus italienilor decât mici câștiguri teritoriale, cu prețul unor grele pierderi umane în rândul trupelor care în curând au ajuns să fie epuizate și demoralizate de desfășurarea operațiunilor. Forțele austro-ungare s-au limitat la apărare, lansând contraatacuri limitate, cu excepția masivei ofensive de pe Platoul Asiago din mai-iunie 1916, blocată de italieni.
Situația a suferit o schimbare bruscă în octombrie 1917, când o ofensivă austro-germană în zona Caporetto a condus la o penetrare a liniilor de apărare italiene și la prăbușirea bruscă a întregului front: Armata Regală a fost obligată la o retragere lungă până pe malurile râului Piave, lăsând în mâinile inamicului Friuli și nordul regiunii Veneto, precum și sute de mii de prizonieri. Trecute sub comanda generalului Armando Diaz și consolidate de trupele franco-britanice, forțele italiene au reușit, totuși să consolideze un nou front de-a lungul râului Piave, bolcând ofensiva Puterilor Centrale. După ce au respins o nouă încercare austro-ungară de forțare a liniei de pe Piave în iunie 1918, forțele Aliaților au trecut la contraofensivă la sfârșitul lunii octombrie 1918: în cursul așa-numitei bătălii de la Vittorio Veneto, forțele austro-ungare au fost puse pe fugă și dezmembrate în cursul retragerii.
La 3 noiembrie 1918 Austro-Ungaria a cerut pace și a semnat armistițiul de la Villa Giusti, care a intrat în vigoare pe 4 noiembrie și a marcat sfârșitul ostilităților.

## Premisele

### Neutralitatea Italiei

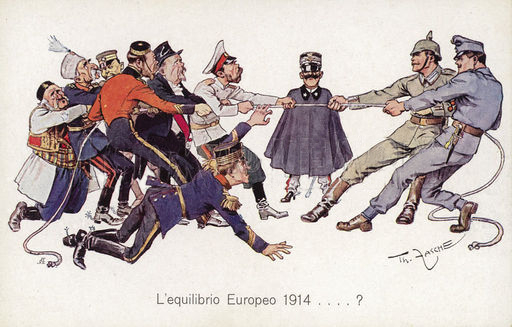
Caricatură satirică despre neutralitatea italiană: Vittorio Emanuele (centru), asistă la o luptă cu odgon între Puterile Centrale și țările Antantei

Deși legate de Regatul Italiei încă 1882, în așa-numita Triplă Alianță, după atentatul de la Sarajevo din 28 iunie 1914, Austro-Ungaria și Imperiul German au hotărât să-și țină aliatul în întuneric în raport cu hotărârile lor, având în vedere că articolul 7⁠(d) din tratatul de alianță stipula ca, în cazul unui atac austro-ungar asupra Serbiei, Italia să primească compensații teritoriale. La 24 iulie 1914, Antonino Paternò Castello, marchiz de San Giuliano⁠(d), ministrul de externe, a luat la cunoștință detaliile ultimatumului adresat Serbiei și a protestat cu vehemență la ambasadorul german la Roma, avertizând că un posibil război austro-sârb ar reprezenta în acel context o agresiune premeditată a Vienei, și că, astfel, Italia nu are obligația să intervină, având în vedere caracterul defensiv al Triplei Alianțe, nici chiar în cazul în care Serbia ar fi fost susținută de Imperiul Rus.
Hotărârea oficială și definitivă de a păstra neutralitatea a fost luată de guvernul prim-ministrului Antonio Salandra la 2 august 1914, la cinci zile după declarația de război a Austro-Ungariei față de Serbia, și a fost anunțată în dimineața de 3. Neutralitatea a obținut la început consensul aproape unanim al cercurilor politice și al opiniei publice italiene, chiar dacă oprirea bruscă a ofensivei germane pe Marna (5-12 septembrie) a ridicat primele semne de întrebare cu privire la invincibilitatea germană: au început să se formeze mișcări intervenționiste în toamna anului 1914, care au căpătat după câteva luni o consistență ce nu mai era neglijabilă. Intervenționiștii denunțau în special scăderea poziției politice a Italiei dacă rămâne spectator pasiv; dacă conflictul este câștigat de Puterile Centrale, ele nu ar fi uitat și nu ar fi iertat o țară care, din punctul lor de vedere, au trădat o alianță de treizeci de ani.
Pe de altă parte, intervenționiștii vedeau în război posibilitatea de a răzbuna toate înfrângerile și umilințele din trecut și posibilitatea de a completa unitatea Italiei, prin anexarea „teritoriilor nerăscumpărate⁠(d)”, pe care Tripla Antantă i le-ar fi asigurat Italiei, dacă aceasta se alinia de partea lor. La sfârșitul anului 1914, după moartea lui Paternò, noul ministru de externe, Sidney Sonnino, a început negocierile cu ambele părți pentru a obține cele mai mari avantaje posibile: cererile teritoriale avansate de italieni austro-ungarilor, în ceea ce privește transferul provinciilor Trentino și Friuli⁠(d) până la Isonzo și autonomie pentru orașul Trieste, au fost respinse total de Viena, care era dispusă să accepte doar ajustări minore de frontieră. În timp ce țara era frâmântată de manifestări ale intervenționiștilor și neutraliștilor⁠(d), delegații italieni au negociat în secret cu Tripla Antantă, obținând promisiuni cu privire la cedarea de mari teritorii care să cuprindă întregul Trentino și Tirolul de Sud până la pasul Brenner, Gorizia, Trieste, Istria și o parte din Dalmația.
Pe 26 aprilie 1915, guvernul italian a încheiat negocierile secrete cu Antanta și a semnat tratatul de la Londra, prin care Italia a hotărât să intre în război în termen de o lună. La 3 mai, Tripla Alianță a fost denunțată, și s-a început mobilizarea; pe 23 mai, Italia a declarat război Austro-Ungariei, dar nu și Germaniei, cu care guvernul lui Salandra spera să nu-și strice definitiv relațiile.

### Situația Armatei Regale

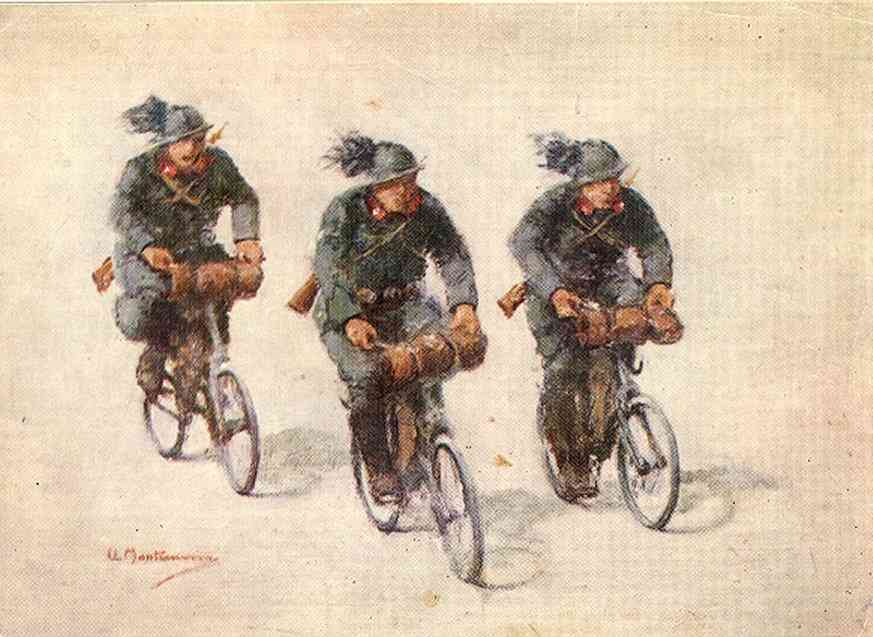
Carte poștală dedicată bersaglierilor bicicliști din Primul Război Mondial

În perioada cuprinsă între vara anului 1910 și august 1914, Armatei Regală italiană a suferit un amplu proces de reorganizare și extindere a efectivelor umane conform ordonanței Spingardi (de la numele inițiatorului său, ministrul de război, Paolo Spingardi⁠(d)). Noua ordonanță prevedea extinderea regimentelor alpine⁠(d), a unităților de artilerie și cavalerie, ridicând efectivele pe timp de pace ale armatei de la 240.000 la 270.000. La izbucnirea conflictului, inclusiv în anii 1914-1915, puterea armatei a fost stabilizată la aproximativ 275.000 de oameni, dintre care 14.000 de ofițeri, și în caz de mobilizare s-a propus utilizarea contingentului anual de manevră de categoria 1 al celor 19 clase încorporate între 1896 și 1914, care ar fi furnizat circa 1.335.000 de oameni, la care se adăugau aproximativ 200.000 de oameni de categoria a 2-a, ale căror clase din anul 1909 începuseră perioada obligatorie de instrucție militară. Cu o circulară din 14 decembrie 1914, comandamentul corpului statului major a ordonat crearea de 51 de noi regimente de infanterie, care ar fi trebuit să se alăture celor 48 deja existente. La sfârșitul lunii august 1914, evoluțiile politice și militare europene sugerau mobilizarea în avans a trupelor, aducerea lor mai aproape de granițe, și punerea în mișcare a unităților de infanterie, deși multe dintre ele erau încă în faza de pregătire. Pe 4 mai 1915, au fost completate de măsurile necesare pentru a aduce armata în stare de luptă: la acel moment se aflau sub arme 23.039 ofițeri, 852.217 militari și 9.163 civili. Regele Victor Emmanuel al III-lea era oficial comandant suprem, dar  la comanda efectivă era șeful statului major general Luigi Cadorna: suveranul și-a asumat în special un rol de mediator între el și guvern. Italia a intrat în război, angajând în luptă patru armate, împărțite în paisprezece corpuri, pentru un total de treizeci și cinci de divizii de infanterie, una de Bersaglieri⁠(d), patru de cavalerie, și 467 de baterii de artilerie de campanie cu aproximativ 2.000 de tunuri și obuziere. Pe 22 mai, s-a mai făcut un pas înainte în procesul de mobilizare care a adus forța armată la 1.339.000 oameni, cuprinzând clasele din 1894-1896.
Dacă în ce privește oamenii, s-a putut realiza într-un timp relativ scurt mobilizarea, mult mai dificilă a fost lipsa de mitraliere: cu 618 arme de tip Maxim-Vickers mod. 1911 disponibile la momentul intrării în război, se puteau înființa numai 309 din cele 612 de secțiuni; abia în 1916, cu achiziționarea de mitraliere din Franța și producția pe scară largă a armelor Fiat-Revelli Model 1914⁠(d), infanteria a ajuns să aibă suficiente arme automate. La izbucnirea ostilităților, armata italiană era departe chiar și de numărul minim de arme necesare pentru a da o secțiune de două arme la fiecare batalion de infanterie de linie, de grenadieri, de bersaglieri și alpin.
O altă sursă de îngrijorare era consistența echipării cu piese de artilerie și arme ușoare personale, considerabil slăbită pentru a face față cerințelor anteriorului război italo-turc: dacă puștile și muschetele Carcano Mod. 91 erau suficiente pentru înarmarea armatei regulate (lăsând vechile Vetterli-Vitali Mod. 1870/87⁠(d) Miliției Teritoriale), cea mai critică era situația artileriei, în special a celei de mediu și de mare calibru, nu numai în raport cu numărul gurilor de foc, ci și cu stocurile de muniții și echipamentelor de suport sunt necesare bateriilor. Pentru a depăși temporar lipsa artileriei, în așteptarea roadelor reconversiei industriale, armata a pus mâna pe toate piesele disponibile, chiar dacă învechite, cu măsuri de rechiziție a artileriei din bateriile de coastă și de la punctele fortificate aflate departe de zona de operațiuni.

### Planul strategic italian
| Imagine indisponibilă |  | Imagine indisponibilă |
| Cei doi generali protagoniști ai ciocnirilor de pe Isonzo: Luigi Cadorna (stânga), șef al statului major al Armatei Regale italiene din 27 iulie 1914 până la 8 noiembrie 1917; generalul Svetozar Boroević, comandantul austro-ungar al frontului isontin |  |                       |

Planul strategic elaborat de generalul Cadorna era axat pe o acțiune ofensivă/defensivă care să-i țină pe austro-ungari în unele pungi, centrate pe orașul Trento și pe râul Adige, care curge prin nordul Italiei, de-a lungul lacului Garda, în regiunea orașelor Brescia și Verona. Scopul a fost concentrarea eforturile ofensive către est, unde italienii puteau să se bazeze la rândul lor pe o pungă care pătrundea către Austro-Ungaria, puțin mai la vest de râul Isonzo. Obiectivul pe termen scurt comandamentului suprem italian îl constituia cucerirea orașului Gorizia, situat la nord de Trieste, în timp ce pe termen lung, deși mult mai ambițios și mai dificil de pus în aplicare, era înaintarea spre Viena prin Trieste.
În planurile generalului Cadorna, războiul împotriva unui inamic deja slăbit de carnagiul de pe frontul de est ar fi trebuit să se încheie rapid, cu armata italiană victorioasă în martie la Viena. Pe front s-au adunat aproximativ o jumătate de milion de oameni, cărora într-o prima fază austro-ungarii au putut să le opună doar 80.000 de soldați, în parte încadrați în miliții teritoriale, modest înarmate și slab pregătite. Râul Isonzo ar fi constituit apoi frontul principal, care odată rupt ar fi condus mai întâi la Trieste și apoi la Viena; Cadorna visa la manevre colosale de tip napoleonian, cu atacuri masive de-a lungul întregului front pentru a împinge cu toată forța sistemul inamic, măcinându-l metodic, aducându-l în cele din urmă la colaps.
Pe frontul Dolomiților, italienii, puternic deficitari la capitolele artilerie și mitraliere, destinate în special unităților din est, a trebuit să atace de-a lungul principalelor două linii strategice: printre Dolomiții Sestini⁠(d) și peste Col di Lana⁠(d). Aceste acțiuni puteau duce la o pătrundere în adâncime suficientă pentru a ajunge la valea Pust, cu importanta sa cale ferată și cu drumul din vale, care pe de o parte spre pasul Brenner și pe de altă parte în inima Austriei. În partea de sud a frontului din Dolomiți, în schimb, prioritatea a fost ocuparea văii Fassa, de unde se putea ajunge la Bolzano prin pasul Costalunga⁠(d), sau chiar la Trento, urmând valea râului Avisio. În plus față de aceste sectoare, care se pretau la pătrunderi strategice, italienii aveau să atace și în inima masivului Dolomiților, pe creste, de-a lungul ravenelor, și chiar și pe culmi, de multe ori în condiții grele, având în vedere că austro-ungarii ocupau aproape întotdeauna pozițiile cele mai înalte, în acțiuni care au avut efecte semnificative asupra moralului trupelor, dar care nu schimbau în niciun fel cursul războiului.

### Situația armatei cezaro-crăiești
Structura armatei cezaro-crăiești austro-ungare, împreună mozaicul de instituții și de naționalități diferite care o alcătuia, a conferit forțelor armate habsburgice o structură foarte complicată. Nucleul central al forțelor terestre era constituit din armata cezaro-crăiască, sau kaiserliche und königliche Armee (k.u.k Armee); apoi, erau cele două armate naționale, prevăzute de compromisul de la 1867, armata maghiară honvéd, și cea austriacă Landwehr: prima era sub controlul Budapestei, capitala Regatului Ungariei, cealaltă sub cel al Vienei. Exista o multitudine de miliții teritoriale, precum și alte organe derivate din vechi instituții locale, compuse în principal din oameni provenind din aceleași teritorii și cu aceeași limbă maternă.
Cei circa 450.000 de oameni care formau personalul permanent al Armatei Imperiale pe timp de pace au fost în mare parte erodați în primele luni de război pe frontul de est, și pe cel sârbesc, forțând Viena să se bazeze în întregime pe recruți mobilizați; acești soldați erau, în esență, „civili în uniformă”, mult mai sensibili la curentele naționaliste decât militarii de profesie. Aproximativ 25% din infanterie era formată din germani, 18% maghiari, 13% cehi, iar restul de 45% dintr-un mozaic de vreo zece grupuri grupuri diferite, inclusiv membri ai comunităților naționale aflate în război cu Austro-Ungaria, cum ar fi sârbi și italieni.
În mai 1915, când toți veteranii calificați erau deja pe frontul de est, s-a ordonat o mobilizare generală, care a permis adunarea a patruzeci și șapte de batalioane de tineri între 15 și 19 ani (periodic rechemați de către guvern pentru instrucție premilitară) și bărbați cu vârste cuprinse între 45 și 70 de ani, trimiși imediat să întărească cele câteva trupe regulate. Cele mai multe dintre trupele regulate erau trimise pe frontul din Isonzo, unde italienii aveau să atace în forță, dar acest contingent nu se putea ridica la mai mult de trei divizii, pentru un total de douăzeci și patru batalioane și o sută de tunuri, având în vedere că șeful statului major german, Erich von Falkenhayn, a refuzat la început să trimită șapte divizii solicitate de către omologul său austro-ungar, Franz Conrad von Hötzendorf. Frontul din Trentino a fost condus în principal de către jandarmeria tiroleză și de Standschützen⁠(d), milițiile auxiliare, organizate de secole în cercuri tradiționale de tir: ele trebuia să acționeze ca rezerve, dar în lipsa trupelor regulate, au fost de multe ori responsabile cu supravegherea punctelor periculoase de pe front, unde au fost implicate în lupte grele. Tot pe frontul alpin au fost trimise și Landesschützen și Kaiserjäger, corpuri formate din personal tirolez și, mai târziu, și austriac și boem, care însă la izbucnirea ostilităților au fost alocate prioritar spre frontul de est. În acest sector de front au venit în ajutor germanii care, pe 26 mai 1915, au trimis un contingent mare de Deutsche Alpenkorps, care a adus o contribuție importantă în sprijinul austro-ungarilor pe întreg frontul alpin până la 15 octombrie, dată la care a fost retras de pe frontul italian.
La izbucnirea războiului, frontul din Alpi era condus doar de o brumă de trupe, dar lentoarea mobilizării italiene le-a permis austro-ungarilor să vină rapid pe poziții: dacă la mijlocul lunii mai, granița cu Italia era protejată doar de 25.000 de oameni, pe 24 mai, această cifră crescuse deja la 50–70.000 de oameni, pentru a ajunge la 100.000 la sfârșitul lunii, odată cu sosirea mai multor divizii, rechemate de pe frontul sârbesc. La mijlocul lunii iunie, când a început „împingerea” lui Cadorna, austro-ungarii deja aveau 200.000 de oameni. Comandamentul suprem al forțelor habsburgice aliate împotriva italienilor a fost încredințat arhiducelui Eugen, în timp ce la est, sectorul râului Isonzo a intrat sub responsabilitatea generală a lui Svetozar Borojević von Bojna.

### Fortificațiile de pe frontiera italo-austriacă
Austro-ungarii au pregătit încă din ultimele decenii ale secolului al XIX-lea mai multe sisteme defensive la granița cu Italia, în caz de război. Frontul din Tirol era împărțit în cinci secțiuni numite raioane, dintre care două cuprindeau Dolomiții, dar de la începutul ostilităților, linia frontului nu corespundea frontierei politice, considerată de către comandamentul suprem austro-ungar  a fi de neapărat cu limitatele forțe disponibile la acel moment.
Pentru a opri înaintarea italiană, despre care se aștepta să fie rapidă și decisivă, a fost nevoie să se scurteze frontul, eliminând cât mai mult posibil sinuozitățile, așezându-se pe poziții defensive în cele mai favorabile zone și în jurul fortificațiilor trecătorilor deja existente. Aceasta a însemnat abandonarea în mâinile inamicului a unor mari porțiuni mari din teritoriu, pe care italienii l-au cucerit fără luptă, depresiunea Ampezzo, comunele din dealurile Santa Lucia și Livinallongo de Jos, teritorii ladine ai căror bărbați au fost înrolați în armata imperială. Austro-ungarii au început războiul în defensivă și au rămas acolo pentru aproape întreaga durată a conflictului; singurele acțiuni ofensive cu scopul de a rupe frontul au avut loc numai pentru a captura poziții mai favorabile.

## Terenul de luptă

### Frontul isontin

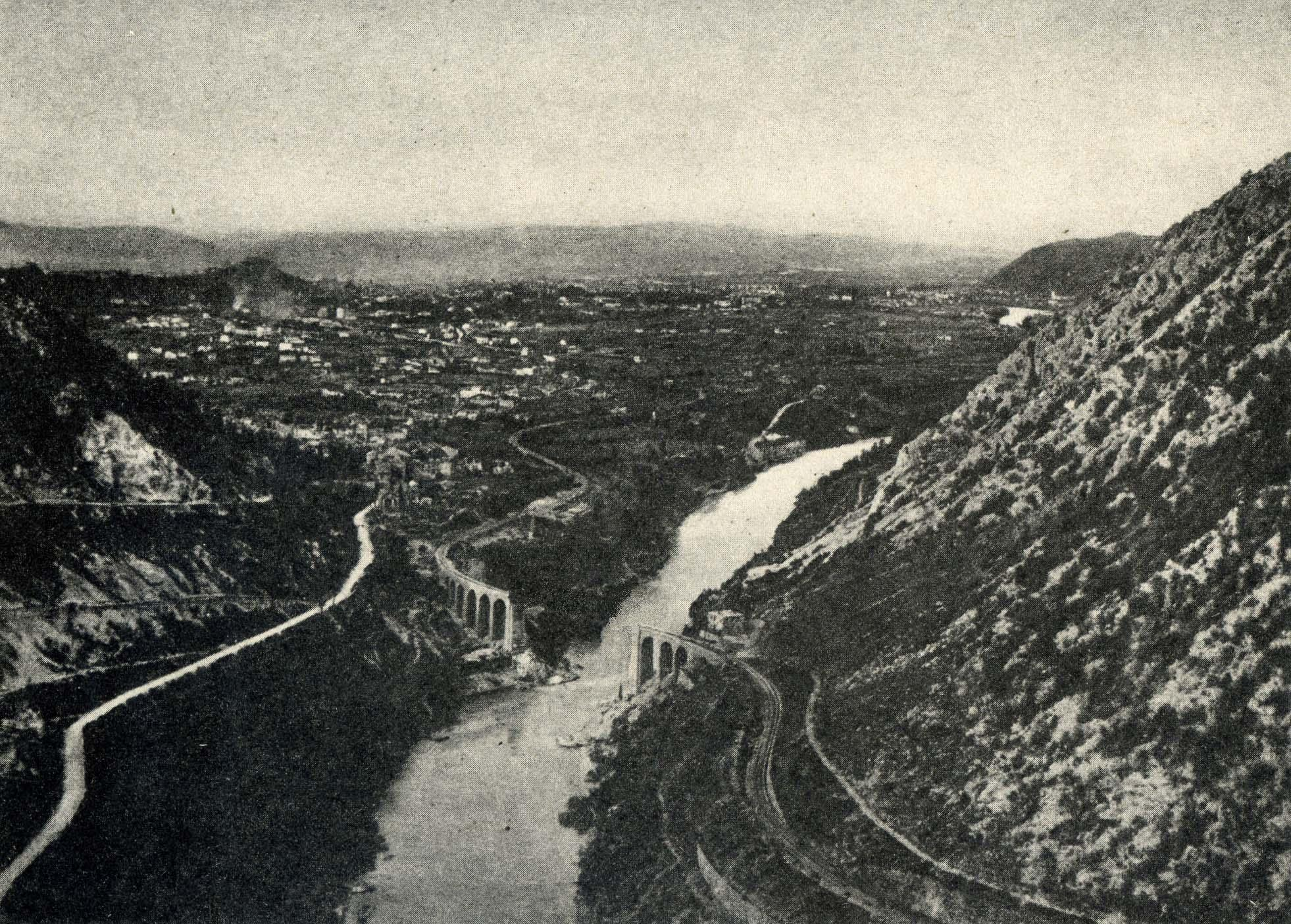
Râul Isonzo, cu distrus, și orașul Gorizia în fundal

Luptele cele mai grele și mai sângeroase din primii ani de război au avut loc pe frontul râului Isonzo. Deși mai puțin extins decât cel alpin, avea de la bun început o mai mare importanță strategică în planurile Italiei: pe malurile sale s-a alocat cea mai mare parte a resurselor militare, într-o încercare de a rupe apărarea austro-ungară și de a deschide drumul spre inima Austriei, prin impactul Armatei a 2-a a generalului Pietro Frugoni⁠(d) și al Armatei a 3-a a ducelui Emanuele Filiberto de Savoia-Aosta. Din bazinul Plezzo (Bovec) la muntele Sabotino⁠(d), care domină dealurile joase din fața Goriziei, Isonzo curge între doui versanți montai abrupți, creând o barieră aproape de netrecut; astfel, liniile cantonate ale cele două armate a trebuit să se adapteze la topografia și la caracteristicile câmpului de luptă.
Odată abandonată valea Caporetto, austro-ungarii s-au confruntat cu armatele italiene pe o linie unde aproape peste tot erau poziționati mai sus, pornind de la muntele Rombon⁠(d), trecând de-a lungul taberei fortificate de la Tolmino pentru a lega apoi abruptul versant de pe malul drept al râului cu cel de pe partea stângă, în corespondență cu tranșee de pe muntele Sabotino. Din Sabotino, tranșeele austro-ungare apărau orașul Gorizia, pentru a trece din nou râul Isonzo și a continua pe patru vârfuri ale masivului San Michele, și în cele din urmă a se termina în mare de-a lungul primei terase a Karstului, trecând prin San Martino del Carso⁠(d), muntele Sei Busi⁠(d), Doberdò del Lago, munții Debeli și Cosich.
După ce au invadat încă de la începutul conflictului larga zonă subcarstică și au ocupat Gradisca d'Isonzo și Monfalcone, trupele italiene s-au poziționat la mică distanță de pozițiile austro-ungare. Dintr-o parte în alta a frontului, sistemul logistic amplu și complex al celor două armate a ocupat teritoriu în profunzime: a monopolizat căile de comunicație principale, a ocupat câmpuri, păduri, orașe și zone rurale; s-au amenajat comandamente, garnizoane militare, magazii de muniții, depozite, spitale, și tunuri. Ambele armate au început să evacueze majoritatea civililor din zonele din apropiere de linia frontului. De partea austro-ungară, exodul a privit în special Gorizia, Istria, și zonele din Karst și Collio⁠(d), ai cărui locuitori au fost strămutați în tabere mari de refugiați. În teritoriile ocupate de armata italiană, au fost internați, ca măsură de precauție, mulți preoți parohi și autorități austro-ungare, în timp ce populațiile zonelor rurale de lângă zona de operațiuni s-au mutat în diferite locații din Regat, mai ales în orașe și răspândiți prin satele din sudul Italiei.
Platoul Karst era un loc modest pentru desfășurarea unui război de poziție: săparea de tranșee și șanțuri de comunicare fără perforatoare mecanice s-a dovedit a fi aproape imposibilă, deoarece sub un strat subțire de pământ se afla rocă dură de calcar, și solul, în general, nu este propice pentru mișcări rapide de trupe. Exploziile de obuze de artilerie împroșcau fragmente de rocă în lung și în lat, care împreună provocau același efect mortal ca și șrapnelul⁠(d).

### Frontul alpin

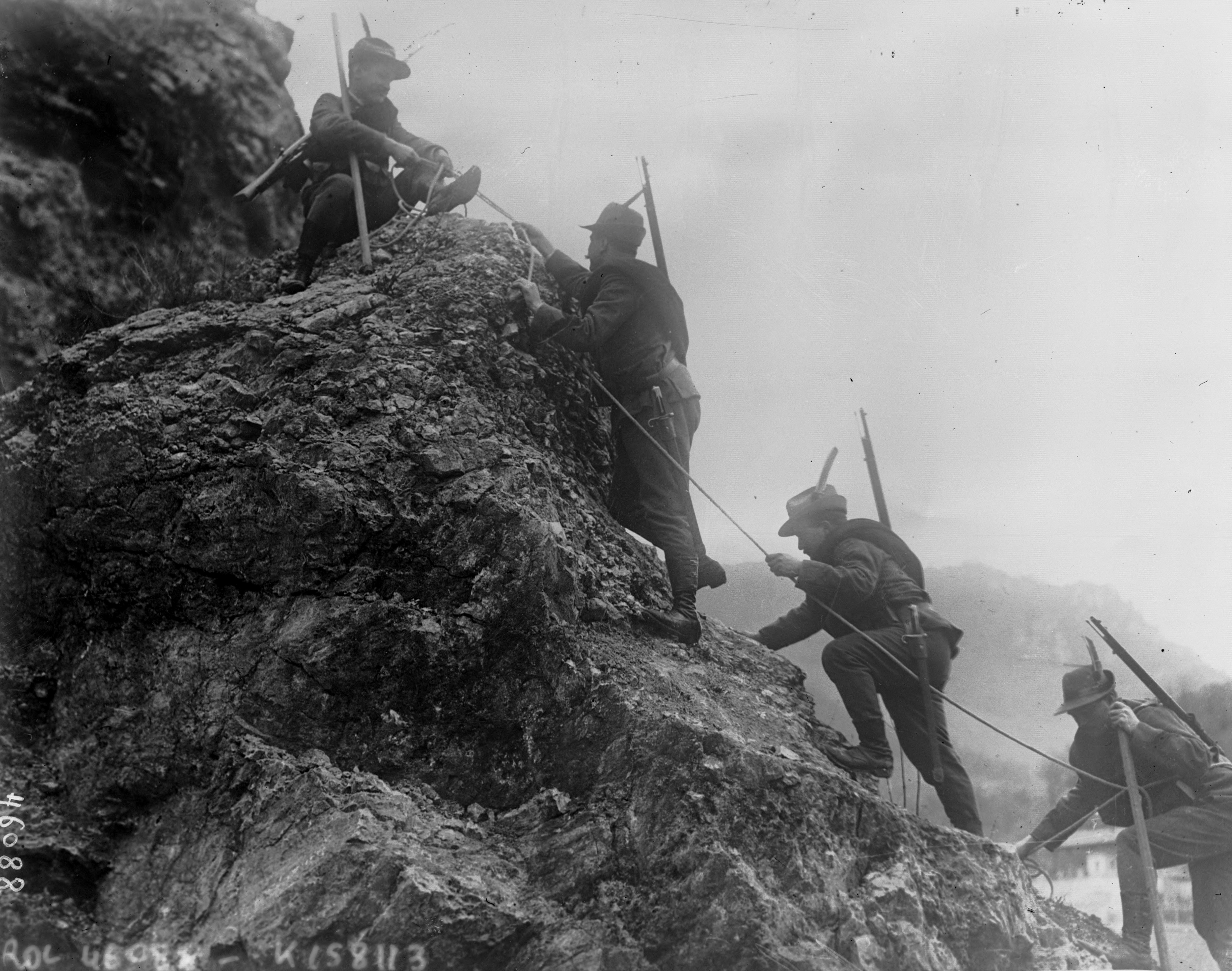
Frontul din munți i-a implicat pe aproape întreaga durată a conflictului pe soldați într-un „război vertical”, dus între vârfurile de munți. În această fotografie, vânători de munte urcând pe coardă.

În mai 1915, frontiera dintre Italia și Imperiul Austro-Ungar se întindea de-a lungul liniei stabilite la 1866, la sfârșitul celui de al treilea război Italian de independență⁠(d) și anexarea de către Italia a regiunii Veneto: era o graniță preponderent muntoasă, iar în partea sa de vest corespundea aproape peste tot cu actuala frontieră administrativă a regiunii Trentino-Alto Adige. Punctul cel mai jos al ei, la doar 65 m d.m., era pe Lacul Garda, la Riva, dar la vest de această linie, ea atingea 4000 de metri altitudine în grupa muntoasă Ortles-Cevedale⁠(d). La est, cotele erau reduse; Marmolada ajunge la remarcabila altitudine de 3342 de metri, dar - cu excepția zonei platourilor și a lungului lanț muntos Lagorai⁠(d) - morfologia particulară a Dolomiților, fără multe creste continue, impunea frontierei un traseu foarte neregulat, cu denivelări puternice și frecvente.

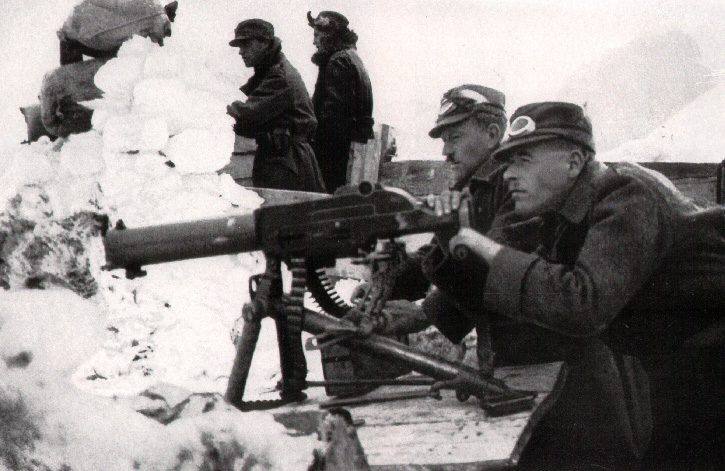
Întreaga perioadă a luptelor, trupele austro-ungare au fost într-o poziție ridicată și avantajată față de inamic. În această imagine, mitraliori cu un Schwarzlose pe frontul alpin.

Continuând spre est, granița ducea de-a lungul lanțului Alpilor Carnici⁠(d), pentru a întâlni apoi Dolomiții în pasul Monte Croce di Comelico⁠(d), ridicându-se apoi imediat în munți mari: Sextener Rotwand⁠(d), Vârful Unsprezece⁠(d), muntele Popera⁠(d), Zwölferkofel⁠(d) și atinge cele Trei Vârfuri Lavaredo⁠(d), unde granița cobora prin valea Rimbon, și cu o buclă întortocheată, lăsa în teritoriul italian o mare parte din Monte Piana⁠(d). Până la Carbonin/Schluderbach⁠(d), ea se ridica din nou până pe culmea muntelui Cristallo⁠(d) și apoi în jos în valea Ansiei, lăsând în Austria Pasul Trei Cruci⁠(d); prin vârfurile Sorapisului, ajungea în partea de jos a văii Ampezzo⁠(d), la sud de Cortina.
Dincolo de Becco di Mezdì și Croda del Lago, granița urma Pasul Giau⁠(d), se îndrepta hotărât spre sud, până la poalele muntelui Marmolada, și apoi continua spre pasul San Pellegrino⁠(d) și de-a lungul lanțului Lagorai - care astăzi se află în afara mediului dolomitic - până unde a ajunge în valea Adigelui, care trece prin muntele Ortigara⁠(d), Platoul Șapte Comune⁠(d) și Pasubio⁠(d). Frontiera ajungea apoi la coada nordică a lacului Garda, de unde își relua cursul spre nord de-a lungul frontierei actuale, atingând muntele Adamello⁠(d), pasul Tonale,⁠(d) și continuând până la masivul Ortles-Cevedale de la granița cu Elveția.
Terenul stâncos și vertical, condițiile climatice severe și altitudinea au determinat în mare măsură modul de a efectua acțiunile și strategia de planificare a ambelor armate. De la începutul conflictului, beligeranții s-au angajat într-o competiție de ocupare a unor poziții la înălțime, într-un fel de „joc”, care rapid i-a adus până în vârfurile munților. Trasee astăzi considerate dificile și pe vreme bună cu echipament ușor, erau parcurse în mod normal pe timp de noapte, cu ranițe grele și în orice anotimp. Mii de soldați a trebuit să se obișnuiască cu un mediu dificil, cu condiții foarte dure, cum ar fi: vânt puternic, furtuni, trăsnete, iarna cu temperaturi sub zero, căderi de pietre și avalanșe. Zăpada, în special, le-a limitat mișcările, lăsând întregi garnizoane complet izolate și exacerbând suferința de foame a soldaților: în căutare de hrană, ei ieșeau din taberele lor pentru a ajunge la cea mai apropiată bază, traversând abrupturi dificile și mortale. După unele estimări, pe frontul alpin, în ambele tabere, aproximativ 2/3 din morți au fost victime ale elementelor, și numai 1/3 ale acțiunilor militare directe; cu toate acestea, primele victime sunt de multe ori ignorate, și nu sunt numărate în rândul soldaților căzuți în război.

## Deschiderea ostilităților

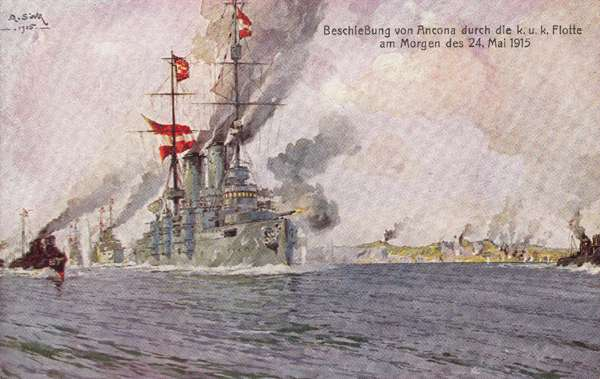
Bombardamentul naval de la Ancona pe o carte poștală de propagandă austriacă

În zorii zilei de 24 mai 1915, primele avangarde ale Armatei Regale avansau spre graniță, trecând aproape peste tot frontiera și ocupând primele poziții pe front. La început, mobilizarea italiană s-a desfășurat cu încetineală din cauza dificultății de a muta în același timp peste jumătate de milion de oameni cu arme și echipamente. Prima salvă de tun s-a tras împotriva unor posturi austro-ungare baricadate în Cervignano del Friuli (prima salvă de tun a plecat din Fort Verena⁠(d), pe platoul Asiago⁠(d), către fortificațiile austro-ungare din Câmpia Vezzena⁠(d)), care, câteva ore mai târziu, a devenit primul oraș cucerit, la fel pe 24 mai, a căzut primul soldat italian, Riccardo Giusto⁠(d). În zorii aceleiași zile, flota austro-ungară a bombardat porturile și infrastructura orașelor Ancona, Barletta, Manfredonia, Senigallia, Potenza Picena și Rimini, fără a provoca daune grave, cu excepția Anconei; Marina Regală s-a opus în mod eficient numai pe coasta de la Porto Bruno, obligând inamicul să se retragă prematur. Primilor infanteriști ai Armatei Regale care au trecut frontiera le este dedicată prima strofă a Cântecului Piavelui⁠(d).
În primele zile ale războiului, Cadorna a planificat un atac pe toată linia frontului, dar, cum doar două din cele șaptesprezece corpuri de armată care compuneau forțele sale aveau putere maximă și erau gata de manevre, acțiunea s-a dezvoltat foarte încet, dând timp austro-ungarilor să se ascundă. Situația italienilor era uneori exacerbată de lipsa de experiență a unităților, și de un serviciu de informații necorespunzător, care a condus la supraestimarea cu mult a forțele inamice cu care se confruntau. Pe frontul din Dolomiți, Armata a 4-a italiană a ocupat Cortina pe 29 mai, la cinci zile după ce austro-ungarii o abandonaseră, și apoi au rămas pe poziții până pe 3 iunie: armata a avea o singură baterie de artilerie grea, și îi lipsea orice alt mijloc de a forța gardurile de sârmă ghimpată plasate de către apărători; în vest, Armata 1 a luat poziție în Trentinul de Sud, înainte de a fi blocate de forțele defensive austro-ungare.
Pe frontul Isonzului inferior, avangarda italiană s-a deplasat încet, permițând austro-ungarilor să arunce în aer podurile principale. Monfalcone a fost luat de către Armata a 3-a pe 9 iunie, dar apărătorii s-au cantonat în apropiere, pe muntele Cosich care, deși avea doar 112 metri, le permitea să domine câmpia de mai jos. Armata a 2-a a înaintat cu ușurință în valea superioară a Isonzului, ocupând Caporetto pe 25 mai, și stabilind un cap de pod pe malul estic; cu toate acestea, din cauza neînțelegerilor între comandamente și a întârzierilor în desfășurarea de trupe, italienii au eșuat în cursa pentru a ocupa înaitnea austro-ungarilor pozițiile strategice muntele Mrzli și Monte Nero⁠(d), care apăra accesul către Tolmin: o serie de atacuri către Mrzli între 1 și 4 iunie nu a adus la nimic, dar pe 16 iunie un contingent de trupe alpine au reușit să urce pe timp de noapte pe Monte Nero, cucerind vârful cu un atac în zori. La sud, italienii au luat Plava, la jumătatea drumului între Tolmino și Gorizia, dar austro-ungarii au format un cap de pod la vest de Isonzo, ancorat pe cele două vârfuri ale muntelui Sabotino în nord și Podgora⁠(d) în sud, blocând accesul către aceeași Gorizia; au continuat apoi ciocniri de-a lungul celei de a doua săptămâni a lunii iunie.

### Primele lupte de pe Isonzo

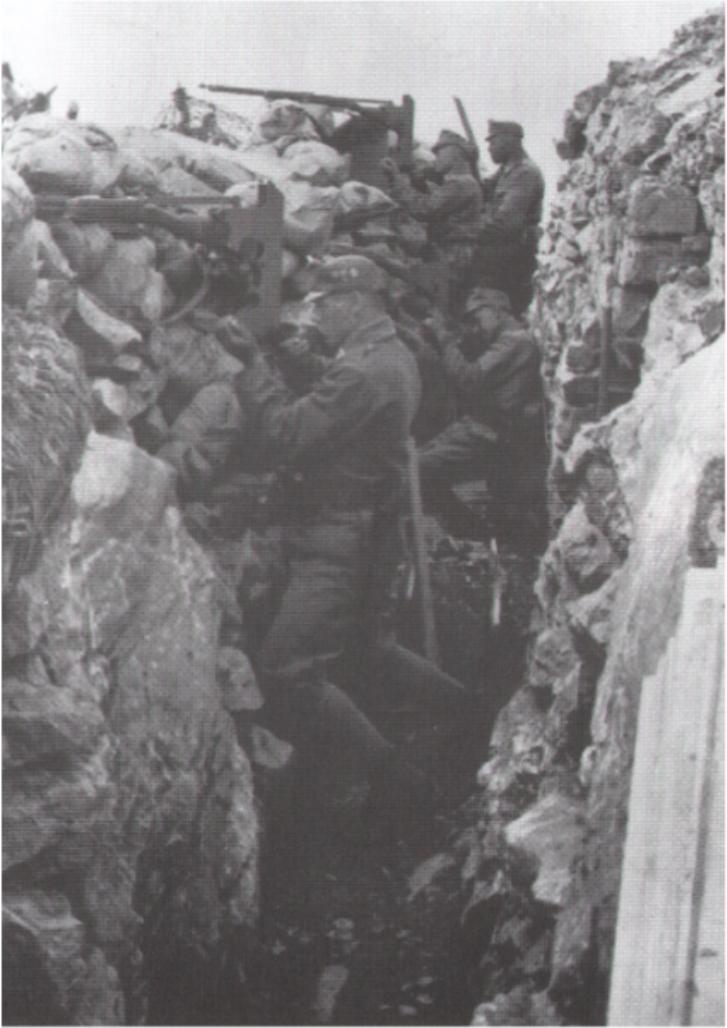
Infanteria austro-ungară pe frontul din Karst, utilizând dispozitive improvizate de tir: o carabina echipată cu periscop

Abia la sfârșitul lui iunie se putea spune că mobilizarea italiană este finalizată și că armata este gata de manevră, cu aproximativ un milion de oameni masați în regiunile Friuli și Veneto. Pe 23 iunie, Cadorna a început prima sa „împingere” împotriva frontului inamic de-a lungul râului Isonzo, continuată până la 7 iulie: în fața Plavei, italienii au atacat de opt ori vârful dominant Cota 383 fără a obține, practic, niciun rezultat, în timp ce un asalt pe 1 iulie împotriva lui Mrzli a eșuat pe pantele cu o înclinație de 40% pline de noroi din cauza furtunilor de vară; pe Karst, după o luptă violentă, prima linie austro-ungară a cedat sub loviturile artileriei italiene în apropiere de cota 89 la Redipuglia și deasupra satului Sagrado, permițându-le atacatorilor să ajungă sub vârfurile muntelui San Michele și ale muntelui Sei Busi, sfârșind prin a forma o pungă ținută cu putere de austro-ungari. În general, atacul italian nu a realizat nimic: deși apărarea trupelor austro-ungare era încă una relativ improvizată din cauza dificultăților de a săpa tranșee pe terenul din Karst, italienii au dat dovadă de dificultăți considerabile în a depăși barierele de sârmă ghimpată, protejate de mitraliere.
Dupa ce a acumulat o cantitate mai mare de artilerie, Cadorna a încercat o nouă ofensivă, la 18 iulie: acțiunea s-a axat pe San Michele, și atacurile i-au obligat pe austro-ungari să se retragă în tranșeele lor la câteva sute de metri pe platoul Doberdò del Lago și în fața satului San Martino del Carso⁠(d); pe cele două părți ale pungii însă, atacurile italiene împotriva muntelui Cosich de la sud, și împotriva Podgorei și Sabotinului la nord, în fața Goriziei, nu au adus decât grele pierderi, pentru câștiguri teritoriale nesemnificative. Pe cursul superior al Isonzului, Armata a 2-a a început o serie de atacuri în zona Monte Nero-Mrzli într-o încercare de a distrage atenția austro-ungarilor de la San Michele, dar puținul teren câștigat a fost în mare parte pierdut în contraatacuri ale apărătorilor. Bateriile italiene au început curând să rămână în pană de muniție, și acest lucru l-a determinat pe Cadorna să suspende atacurile la 3 august, făcând din a doua bătălie de pe Isonzo prima baie de sânge pe scară largă a frontului: italienii au pierdut 42.000 de morți și răniți, pierderi cauzate de tacticile depășite, care impuneau atacuri frontale cu trupele masate în formațiuni dense (au fost, în special, multe victime în rândul ofițerilor de grad inferior, care s-au încăpățânat să-și conducă trupele în prima linie cu sabia în mână) și, de asemenea, de lipsa de coordonare între artilerie și infanterie. Bătălia a fost, însă, singura care a înregistrat mai multe pierderi în rândul austro-ungarilor, de peste 47.000 de morți și răniți, din cauza apărării descrise mai sus (primele linii bine fortificate, dar spatele deficitar în adăposturi protejate, ceea ce le-a făcut vulnerabile la focul de artilerie) și a încăpățânării lui Borojević de a se agăța de orice fâșie de pământ.

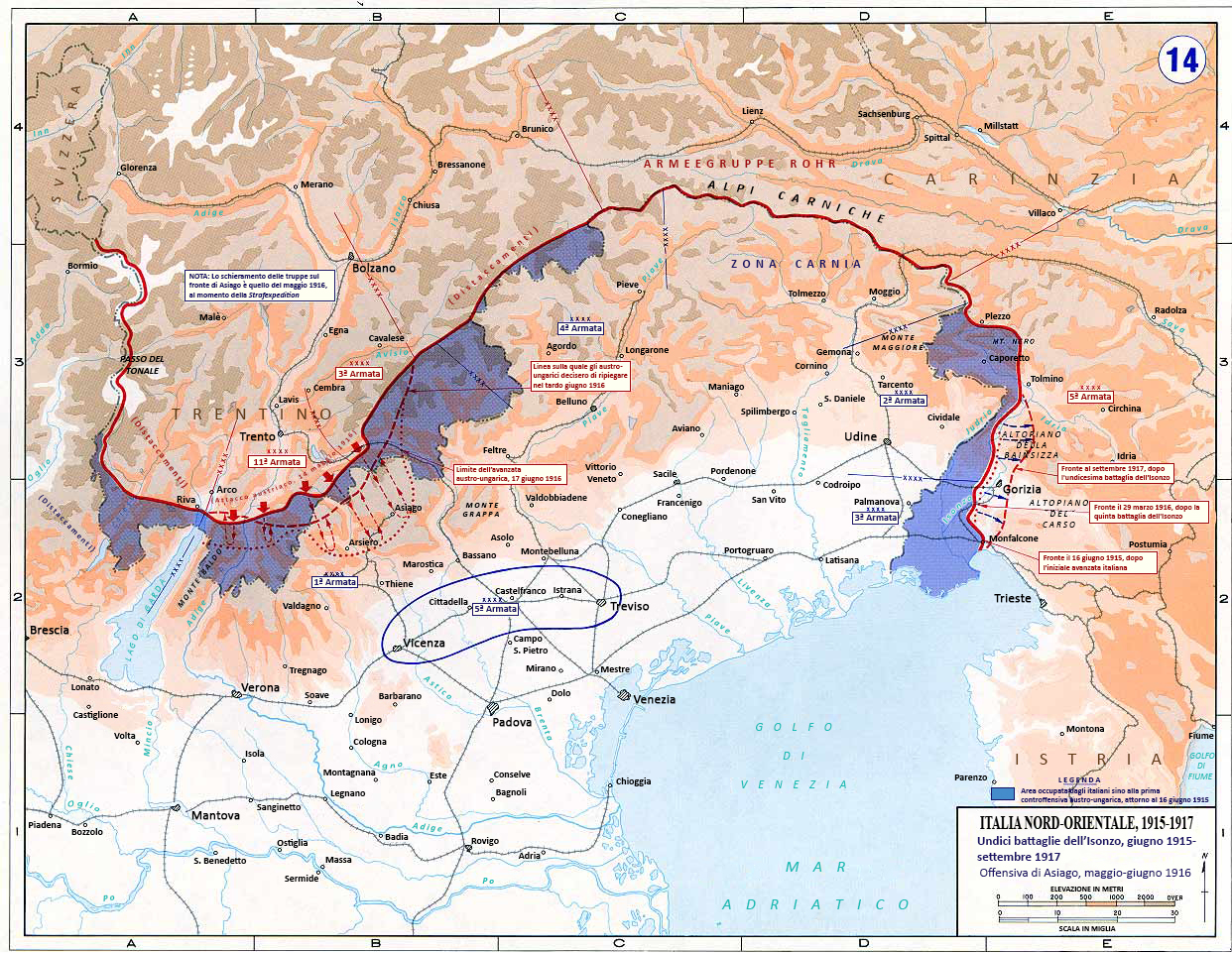
Operațiunile de pe frontul Italian în perioada iunie 1915 - septembrie 1917

Cadorna a petrecut două luni acumulând altă artilerie și reconstruind rezervele de muniție în vederea unui nou asalt. Aliații au cerut insistent ca ofensiva să fie lansată cât mai curând posibil, pentru a ușura presiunea asupra Serbiei aflată sub atac austro-german dinspre nord, bulgar dinspre nord-est și aproape de colaps. Cadorna a dat drumul la operațiuni pe 18 octombrie: în ciuda tirului de sprijin a 1.300 de tunuri, timp de trei zile, atacurile de infanterie au venit la 21 octombrie de la Mrzli la San Michele, prin Sabotino și Podgora, dar nu au adus decât câștiguri minore, în mare parte pierdute în contraatacuri austro-ungare, care au folosit perioada de acalmie pentru a stabili o linie defensivă bazată pe trei rânduri de tranșee. Vremea rea a persistat pe întreaga durată a luptelor, obligând comandamentul să încheie acțiunea pe 4 noiembrie, după un nou atac nereușit pe San Michele. În ciuda celor 67.000 de pierderi raportate de italieni, în total morți și răniți, Cadorna era convins că unitățile lui Borojević sunt în pragul colapsului și, după doar o săptămână de pauză, la 10 noiembrie, a declanșat a patra bătălie de pe Isonzo. Sub o ploaie permanentă care, la 16 noiembrie, s-a transformat în ninsoare, italienii au atacat aceleași poziții: au reușit să ocupe numai fâșii mici, cu pierderi grele. Pe 5 decembrie, orice acțiune a încetat.
La sfârșitul anului 1915, de-a lungul Isonzului, armata italiană a înregistrat aproximativ 235.000 de pierderi, inclusiv morți, răniți, bolnavi, prizonieri și dispăruți, în timp ce austro-ungarii, care aproape exclusiv se apărau, au suferit peste 150.000 de pierderi. Austro-ungarii au început să își facă griji din cauza subțirimii efectivelor, dar sistemul defensiv a rezistat bine la șocul infanteriei italiene, care încă o dată și-a văzut eforturile frustrate; niciunul dintre obiectivele stabilite de comandamentul suprem nu fusese atins, iar acum vremea se înrăutățise, ceea ce impunea suspendarea operațiunilor pe scară largă, și pentru că, date fiind pierderile, niciuna din părți nu-și mai putea permite să continue să lupte până la ultimul om.

### Operațiunile alpine

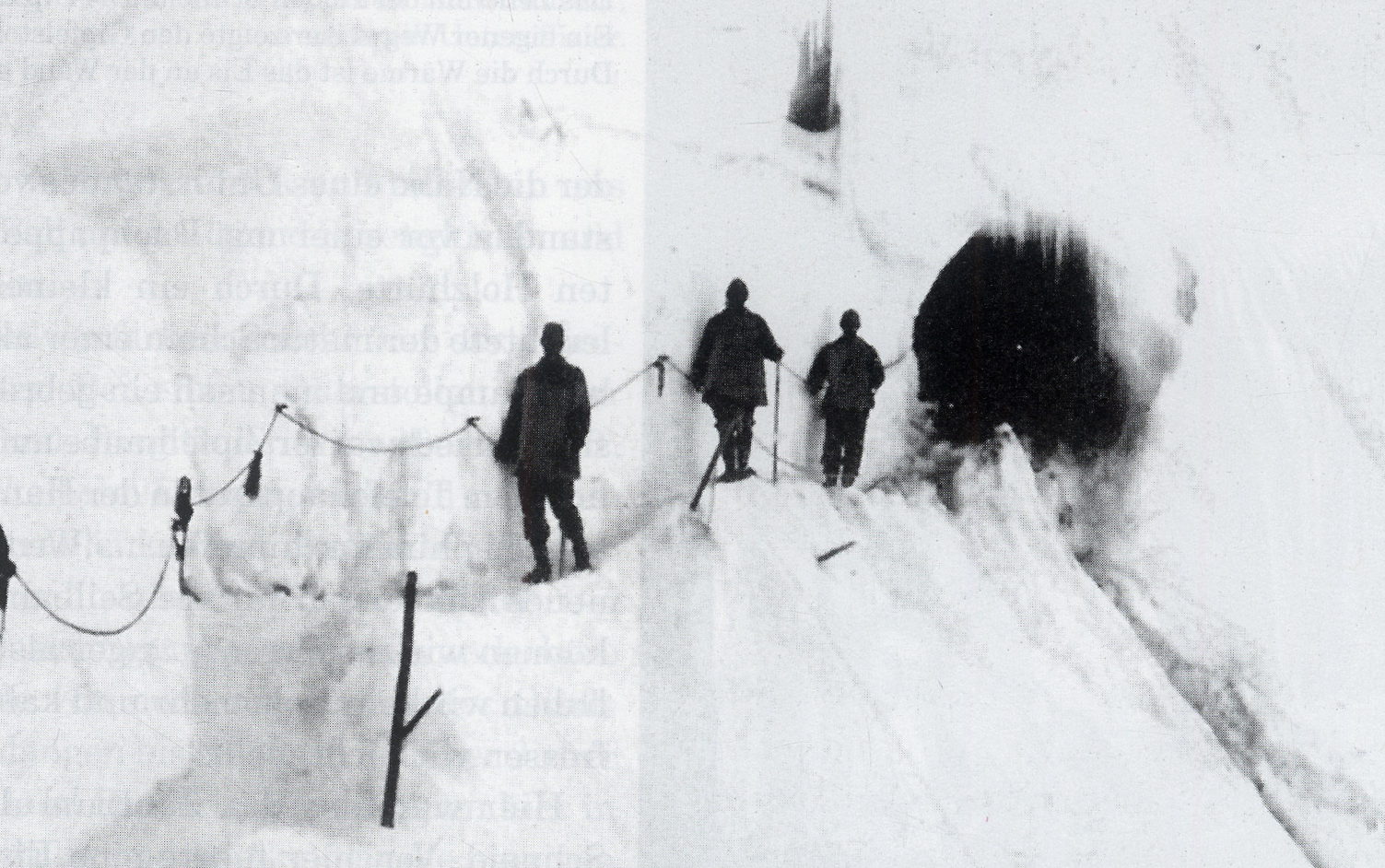
Intrarea într-un tunel austriac săpat în zăpadă pe Monte Cristallo - Hohe Schneide, la sud de Pasul Stelvio, 1917

În paralel cu ofensivele purtate în primele luni ale războiului de către Armatele a 2-a și a 3-a pe frontul isontin, generalul-locotenent Luigi Nava, aflat la comanda Armatei a 4-a italiene, a dat la 3 iunie ordinul de înaintare generală de-a lungul întregului sector din Dolomiți, punând în mișcare o serie de mici ofensive în diferite puncte ale frontului, care au avut loc între sfârșitul lunii mai și începutul lunii iunie. Pe 8 iunie, italienii au atacat înspre Cadore⁠(d), pe Col di Lana, într-o încercare de a întrerupe una dintre principalele rute de aprovizionare a trupelor austro-ungare din Trentino, prin Val Pusteria. Acest teatru de operațiuni a fost unul secundar în raport cu împingerea din est, dar, cu toate acestea, a avut meritul de a bloca diferite contingente austro-ungare în zonă; zona de operațiuni era apropiată, și chiar mai mult decât oricare alta, de căile de comunicație strategice pentru aprovizionarea fronturilor tirolez și trentin.
Între 15 și 16 iunie, a pornit prima ofensivă spre Lagazuoi Piccolo⁠(d) și zonele învecinate, într-un atac care viza cucerirea muntelui Sasso di Stria, pe culmea căruia era instalat un observator de artilerie austriac. Puțin mai la nord, în iunie și iulie, italienii au lansat primele atacuri asupra muntelui Tofane⁠(d) și spre valea Travenanzes⁠(d), unde, după o primă înaintare pe 22 iulie, au fost respinși înapoi pe poziții nefavorabile de un contraatac austro-ungar. După ce au ocupat Cortina și Pasul Trei Cruci⁠(d) pe 28 mai, italienii s-au confruntat cu trei obstacole care îi împiedicau să pătrundă în Dobbiaco și Val Pusteria: Son Pauses, Muntele Cristallo⁠(d) și Muntele Piana⁠(d). În iunie, s-a dezvoltat asupra acestor trei pietre de hotar un atac simultan care nu a obținut însă rezultate semnificative. Ambele părți s-au văzut astfel obligate să se consolideze pe poziții care, în practică, nu aveau să se mai schimbe până în 1917.
Mai la est, alte sectoare au fost martorele primelor bătălii majore între italieni și austro-ungari: pe 25 mai, a fost bombardat de către italieni Refugiul Tre Cime de la poalele muntelui Tre Cime di Lavaredo, deși primul atac italian adevărat a avut loc doar în luna august. La 8 iunie, Compania 96 alpină din Batalionul „Pieve di Cadore” și Compania 268 „Val Piave” a ocupat pasul Fiscalino, creasta Zsigmondy, și Elferkofel⁠(d), deoarece acestea nu erau ocupate, deși mai la est de-a lungul verii, au urmat încercări ale italienilor de a penetra prin pasul Monte Croce di Comelico, ceea ce în curând s-a transformat însă într-un război de poziții care a durat până în 1917.

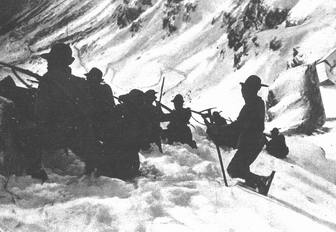
Trupe alpine pe poziție de tragere pe

La vest de sectorul alpin, de la sfârșitul lunii mai 1915 și până la începutul lui noiembrie 1917, posesia asupra masivului Marmolada a fost un element strategic deosebit de important, deoarece el controla drumul către val di Fassa și Val Badia⁠(d) și de acolo către Tirol, devenind în curând unul dintre cele mai fierbinți locuri de pe frontul alpin occidental.
Un alt sector considerat esențial de către italieni era pasul Tonale⁠(d), pe care înainte de război fuseseră construite unele sectoare fortificate, în așteptarea unui război predominant defensiv. Dispozițiile Comandamentului Suprem stabileau, de altfel, ca pe frontul din Trentino să se efectueze, unde era necesar, doar mici acțiuni ofensive pentru a ocupa poziții mai ușor de apărat, care ar permite trupelor italiene să fie pe alocuri mai ușor accesibile și înlocuibile.
În ce privește ostilitățile, comandamentele militare italiene și-au dat seama că prezența austro-ungarilor pe crestele Monticelli și Castellaccio-Lagoscuro reprezentau o amenințare serioasă asupra primei linii de pe Tonale, și astfel s-a decis acțiune de cucerire a acestora. Prima operațiune de război pe ghețari a fost încredințată batalionului alpin „Morbegno” și a avut loc pe 9 iunie 1915, încheindu-se cu o înfrângere grea. Într-o încercare de a ocupa Conca Presena și de a-i lua pe austro-ungari prin surprindere, trupele alpine au urcat pe Val Narcanello, pe ghețarul Pisgana și au traversat partea superioară a Conca Madrone; ajunși în Pasul Maroccaro și-au început coborârea în Conca Presena, dar au fost reperați de către observatorii austrieci și supuși, pe albul ghețarului, unui tir precis al infanteriei imperiale care, deși mult mai puțin numeroasă, a știut cum să contraatace foarte abil și să-i forțeze să se retragă, pierzând 52 de morți.
O lună mai târziu, pe 5 iulie, austro-ungarii au atacat garnizoana de pe malul Lago di Campo în valea Daone superioară. Ambuscada, perfect reușită, a subliniat lipsa de pregătire tactică a italienilor. Încurajați de acest succes, pe 15 iulie, austro-ungarii au încercat un atac brusc asupra Refugiului Garibaldi prin Vedretta del Mandrone; planul a eșuat datorită abilității apărătorilor, dar din nou, el a evidențiat vulnerabilitatea sistemului defensiv italian, care a fost ulterior consolidat. În ce privește aripa dreaptă de pe frontul din Tonale, acțiunile italiene cele mai semnificative din 1915 s-au desfășurat în luna august pe diverse direcții, dar au condus numai la cucerirea Torrione d'Albiolo.
Toate aceste ofensive nu au dus la niciun progres, cu atât de mult cu cât, ca și pe Isonzo, războiul de munte a devenit un război de tranșee similar celui care se desfășura pe frontul de vest, cu tranșee, posturi și poziții excavate în roci și în ghețarii din Alpi, la altitudini până la 3.000 de metri.

### Colaborarea cu Marina Regală
Neutralitatea italiană inițială nu a influențat atât de mult Marina Regală, cât mai ales planurile defensive ale marinei austro-ungare. Cu flota germană angajată în Marea Nordului, k.u.k. Kriegsmarine s-a găsit dintr-o dată singură împotriva forțelor navale ale Antantei, față de care, luând în considerare numai forțele franceze, era incontestabil mai mică. Deci, Austro-Ungaria a hotărât să se retragă în porturi, încercând să păstreze cât mai mult posibil intactă flota de luptă și să o conserve pentru o posibilă confruntare cu Italia. Frontul maritim s-a restrâns astfel la coasta de est a Mării Adriatice până la gura canalului Otranto.

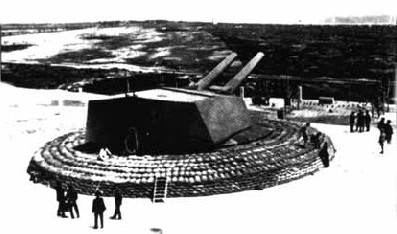
Masiva baterie de tunuri de 381 mm

Prima măsură a italienilor la nivel operativ de la izbucnirea conflictului a fost redislocarea flotei în portul Taranto⁠(d), unde aceasta și-a luat numele de „Armata Navală”, care pe 26 august 1914 a fost plasată sub comanda Ducelui de Abruzzi, căruia i se datorează primele studii pentru unele eventuale operațiuni împotriva Austro-Ungariei. O altă hotărâre a fost ca, în caz de conflict, să ocupe o parte din coasta dalmată, pentru a asigura sprijinul flancului drept al Armatei a 3-a, creând un bloc la intrarea în strâmtoarea Otranto, care să împiedice navele austro-ungare să iasă din Marea Adriatică, subminând principalele linii de comunicații ale inamicului și încercând să se asigure de contro;i; asipra Mării Adriatice. În această perspectivă, la 24 mai, bombardierele și submarinele au fost utilizate pentru a ține închis golful Trieste și a proteja înaintarea Armatei a 3-a, care cucerise Aquileia și Belvedere și pătrunsese în orașul Grade, evacuat. Apărarea în zonă a fost încredințată Marinei Regale, care a trimis pontonul armat Robusto, înarmat cu trei tunuri de 120 mm.
A devenit imediat evidentă necesitatea unei strânse coordonări între armată și marină, și adjunctul șefului de personal, contraamiralul⁠(d) Lorenzo Cusani⁠(d), a fost trimis la comandamentul suprem al armatei să mențină contacte între cele două ramuri. Marina Regală trebuia să sprijine aripa dreaptă a Armatei a 3-a și deci, pe 29 mai, un escadron de șapte distrugătoare de clasă Soldato⁠(d) au bombardat uzina chimică Adria-Werke din Monfalcone, unde se produceau gaze toxice. La 5 iunie, în timp ce armata era gata să treacă râul Isonzo, marina a asigurat acoperirea înaintării cu cinci distrugătoare și unele vedete situate aproape de gura de vărsare a râului, în timp ce trei distrugătoare și câteva submarine⁠(d) patrulau golful.
O nouă solicitare de sprijin al operațiunilor de pe uscat a avut loc în timpul cuceririi Monfalconelui, programată pentru 9 iunie, la care au participat trei pontoane, înarmate cu tunuri de 152 mm. Odată cucerit orașul, apărarea portului a fost încredințată marinei, care a trimis primele baterii plutitoare, din cele 16 angajate în a lovi zona Karstului. În lunile următoare, artileria navală a fost adesea chemată pentru a efectua operațiuni coordonate cu armata: bateria Amalfi⁠(d) și cele de pe cursul inferior al Isonzului, atât pe pontoane cât și fixe, au realizat diferite acțiuni de foc contra aripii stângi a armatei austro-ungare (locațiile din Karst, muntele San Michele⁠(d), Duino⁠(d), Medeazza⁠(d) și Flondar). Marina a activat constant în timpul operațiunilor la sol care au urmat până la 2 decembrie 1915, dată la care s-a încheiat cea de-a patra bătălie de pe Isonzo.

## Anul 1916

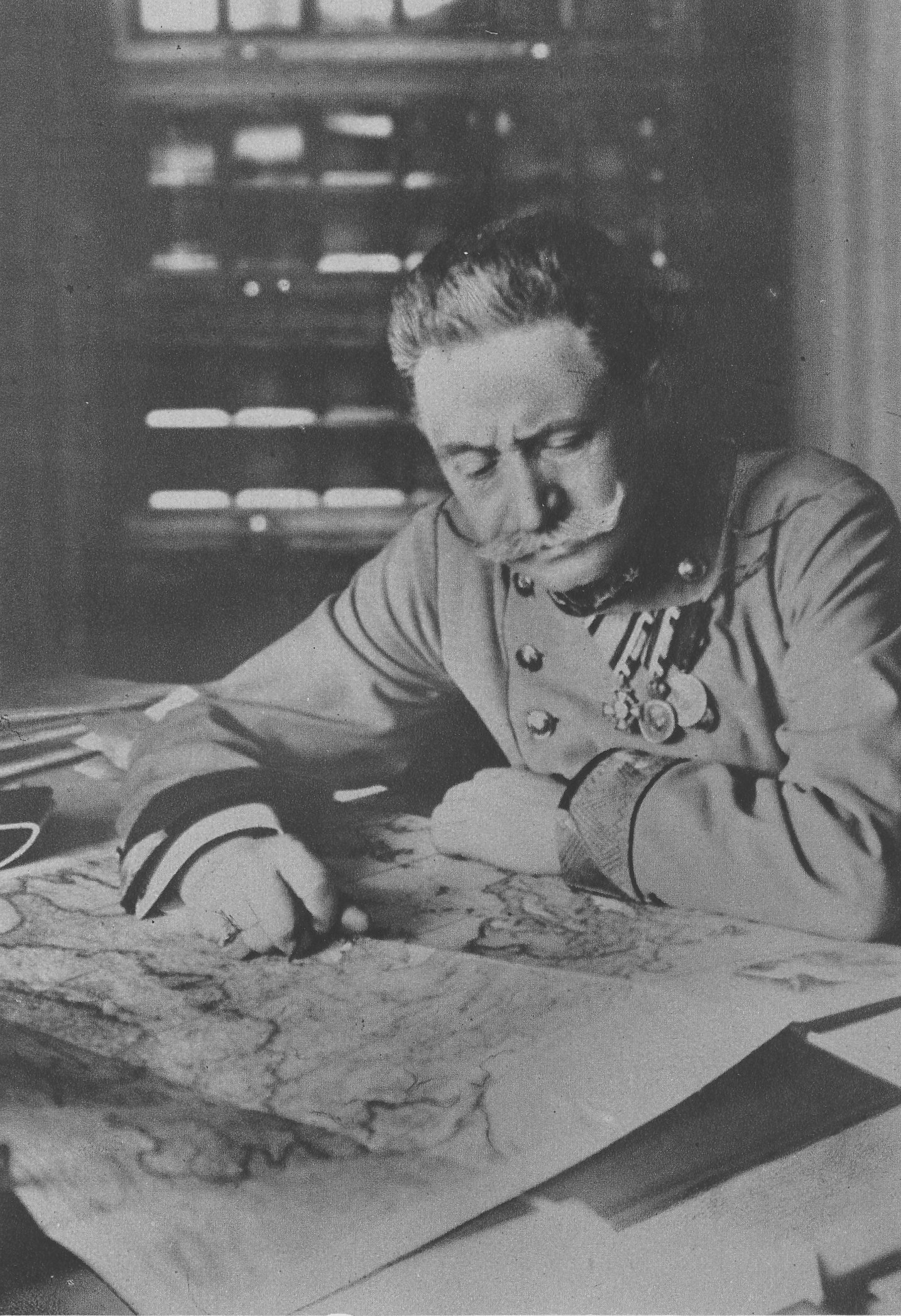
Franz Conrad von Hötzendorf, șeful statului major austro-ungar și creatorul Strafexpedition

Durata războiului părea să se întindă dincolo de toate așteptările, și la începutul anului 1916 armata italiană a început o lucrare de regenerare și îmbunătățire pe baza unui program convenit între guvern și șeful statului, prezentat în luna mai de către Cadorna. În noiembrie, au fost pregătite 12 noi brigăzi de infanterie și formarea unei a patra noi companii în batalioanele care aveau doar trei; în fiecare batalion a fost apoi încadrat un departament de săpători cu 88 de oameni luați din companii. Aceleași măsuri au fost adoptate pentru bersaglieri, în timp ce la trupele alpine a fost finalizat procesul de formare a 26 batalioane de Miliții Mobile, aducând numărul total al acestui departament la 78 de batalioane, cu 213 companii. Alte 4 brigăzi de infanterie s-au format între aprilie și mai, din ceea ce rămăsese din clasa 1896, din cei inițial scutiți și chemați la o nouă vizită din clasele dintre 1892 și 1894, și din fuziunea unora dintre batalioanele provenite din Libia (între martie și iunie). Până la sfârșitul anului, numărul diviziilor a crescut de la 35 la 48, pentru o forță totală de aproximativ un milion și jumătate de oameni.
În domeniul echipării, a început să sosească la trupe și îmbrăcămintea specifică climei montane, precum și echipamentele nou-adoptate, cum ar fi căștile de protecție⁠(d) și grenadele de mână; s-a înmulțit producția de tunuri și mitraliere și s-a introdus un nou tip de armă, o bombardă capabilă să lanseze grenade echipate cu aripioare de 400 mm cu tir indirect: s-a dovedit a fi foarte utilă la spargerea barierelor de sârmă ghimpată rămase la adăpostul tranșeelor. S-au revizuit și tacticile, și s-a ordonat ofițerilor să renunțe la articolele cele mai vizibile de pe uniformele lor (săbii sau benzi), să se mențină în spatele liniei de atac, să încerce să se apropie cât mai mult (până la 50 de metri) tranșeele de liniile inamice, în scopul de a reduce timpul în care soldații sunt descoperiți față de atacurile inamicului.
La 21 februarie 1916, germanii au atacat în masă fortificațiile de la Verdun din Franța, declanșând cea mai sângeroasă bătălie din tot conflictul, care a sfârșit prin a atrage complet atenția celor două părți beligerante. Aflați sub presiune, Aliații occidentali au cerut Rusiei și Italiei să desfășoare cât mai repede ofensive pe fronturile lor pentru a ușura presiunea asupra Verdunului; rușii au răspuns lansând la 18 martie ofensiva de pe Lacul Naroci, în timp ce Cadorna a declanșat la 11 martie a cincea bătălie de pe Isonzo: italienii au cucerit câteva poziții pe Sabotino, dar puținul teren obținut la San Michele avea să fie pierdut sub contraatacurile austro-ungare, iar atacurile de pe Tolmino și Mrzli au fost sterile. Împotmolită în zăpadă și ceață, ofensiva a fost apoi întreruptă la 15 martie.

### Strafexpedition

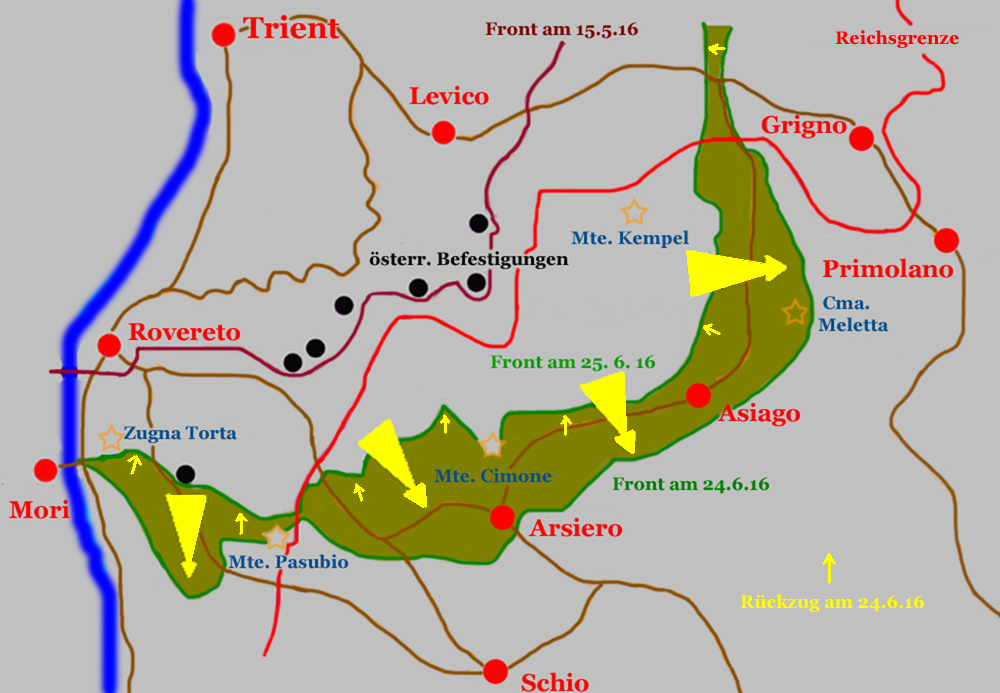
Hartă a operațiunii Strafexpedition

După înfrângerea Serbiei în noiembrie 1915, șeful statului major austro-ungar Conrad von Hötzendorf a început să pună la cale o ofensivă hotărâtă pe frontul italian. Planul prevedea un atac pornind din punga Trentino pe direcția est, către poalele muntelui pe șesul vicentin; enorma dificultate a adunării și a manevrelor într-o regiune atât de accidentată și muntoasă era contrabalansată de poziție: diviziile austro-ungare urmau să pătrundă în șesul venet și să încercuiască armatele italiene desfășurate în Friuli, luate practic pe la spate. Pentru realizarea unei manevre similare, Conrad estima că va trebui să desfășoare în câmp aproape 160.000 de oameni (16 divizii cu capacitate maximă), în timp ce forțele desfășurate pe linia râului Isonzo nu se ridicau la mai mult de 147.000 de oameni: el a recurs atunci la omologul său german Erich von Falkenhayn, cerându-i trupe pentru frontul de est, de unde să deblocheze divizii austro-ungare de transferat în Trentino. Falkenhayn, absorbit cu totul de pregătirile pentru atacul de la Verdun, a respins cererea și l-a sfătuit deschis să renunțe la un plan atât de ambițios, pentru a cărui realizare forțele austro-ungare păreau foarte limitate. Refuzul a provocat înrăutățirea relațiilor între cei doi comandanți, iar Conrad a perseverat în preparative: cinci divizii au fost rechemate de pe frontul de est în ciuda protestelor germane, în vreme ce armata lui Borojević de pe Isonzo a fost privată de patru din cele mai bune divizii ale sale și de bună parte din artileria sa grea. Conrad a reușit astfel să maseze în Trentino 15 divizii cu circa o mie de tunuri.

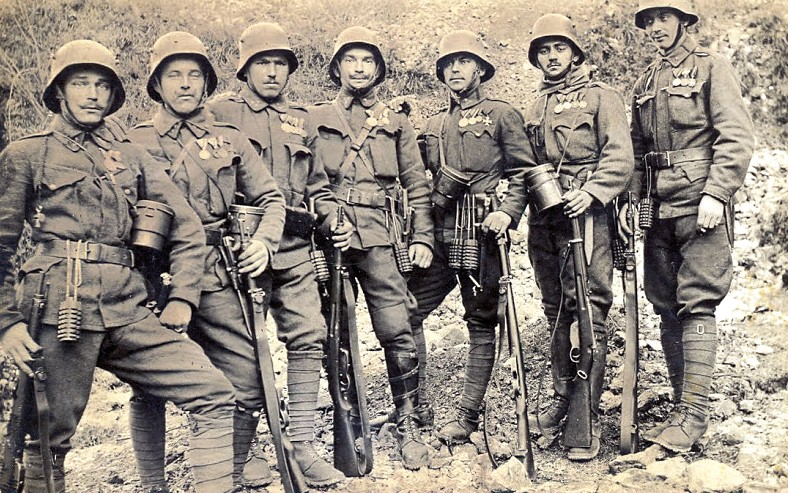
Grup de soldați austro-ungari: se observă grenadele de mână M16, care se cunosc după carcasele cu segmentare accentuată și după firul metalic înfășurat, distinctiv, putând fi ușor purtate la centură.

Planul austro-ungar prevedea inițierea ofensivei la 10 aprilie, dar ninsorile abundente din martie l-au obligat pe Conrad să amâne data atacului; preparativele austro-ungare nu au scăpat însă atenției italienilor, datorită dezertărilor endemice de soldați și ofițeri, care afectau grav unitățile imperiale multietnice. Aria amenințată cu luptele iminente se afla sub responsabilitatea Armatei 1 a generalului Roberto Brusati, formațiune slabă și împrăștiată de-a lungul întregii pungi Trentino de la granița cu Elveția până la Dolomiți: Brusati a cerut insistent întăriri, dar a primit de la înaltul comandament doar cinci divizii suplimentare care au sfârșit desfășurate pe prima linie în poziții foarte avansate. Cadorna era sceptic față de veștile care îi soseau despre pregătirile inamice din Trentino, asigurat de faptul că Rusia pregătea pentru aprilie o nouă ofensivă masivă pe frontul de est: din cauza proastelor comunicații între Aliați, însă, comandamentul italian a fost informat abia în ziua dinaintea atacului lui Conrad că ofensiva rusească se amânase până în iunie. În rest, Cadorna a dat dovadă de aceeași nerăbdare față de ideile care nu se conformau gândirii lui tactice și strategice: cât timp a rămas la comandă, a demis din funcție 217 generali, 255 de colonei și 355 comandanți de batalioane, o „selecție” care nu încuraja ofițerii ambițioși să exprime idei noi care intră în dezacord cu felul în care ducea el războiul.
La 15 mai, imediat ce vremea a permis, s-a declanșat așa-numita Strafexpedition („expediția de pedepsire”): Armata a 11-a austro-ungară a trecut la atac prin valea Adigelui și prin Valsugana⁠(d) din Trentino, susținută de Armata a 3-a cu scopul exploatării succesului. Deși pentru Cadorna ofensiva nu a fost o surpriză, a fost totuși una pentru opinia publică: dintr-o dată, Italia a descoperit, după un an doar de ofensive, că se află în mare pericol. Înaintarea austro-ungară a copleșit frontul italian pe o lungime de 20 kilometri, avansând adânc în zona Platoului Celor Șapte Comune⁠(d); la 27 mai, austro-ungarii au ocupat Arsiero, urmat de Asiago pe 28. Cadorna a ajuns să propună guvernului Salandra posibilitatea retragerii armatei de pe Isonzo în grabă și a abandonării Venetului, pentru a evita încercuirea, dar ofensiva austro-ungară a început să încetinească treptat, pe de o parte pentru că oamenii erau epuizați, iar întăririle lipseau, dar mai ales deoarece Conrad s-a încăpățânat cu tactica tradițională de înaintare în paralel pe toate văile și pe toți munții, manevră care până la urmă nu a făcut decât să încetinească dezvoltarea atacului.

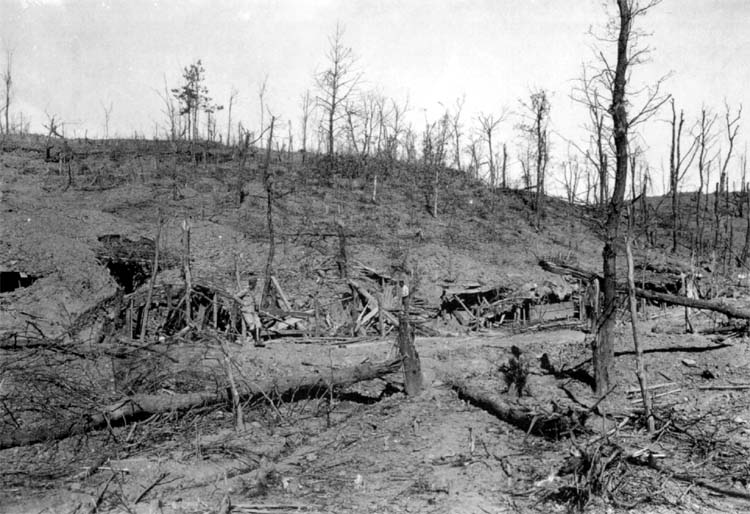
Câmpul de luptă devastat după bătălia Platourilor

Cadorna a reacționat rapid la atacul austro-ungar, rechemând diviziile de rezervă de pe frontul de pe Isonzo și formând o Armată a 5-a care a reușit să încetinească și apoi să oprească definitiv ofensiva pe Platouri. După un apel personal al regelui Victor Emanuel adresat țarului, rușii și-au declanșat mai devreme atacul, la 4 iunie: ofensiva Brusilov a obținut un succes de mari proporții contra slăbitului front austro-ungar de est, obligând inamicul să se retragă 75 kilometri, capturând circa 200.000 prizonieri și 700 de tunuri în decurs de o săptămână. După o ultimă tentativă de ofensivă către Muntele Lemerle și Valea Magnaboschi, la 16 iunie Conrad a suspendat operațiunea: de la 25 iunie, forțele imperiale au inițiat o retragere ordonată către noi poziții defensive, abandonând Arsiero și Asiago, semidistruse, dar așezându-se ferm pe porțiunea nordică a Platourilor, unde au respins o serie de contraatacuri italiene făcute în grabă; acțiunea s-a stins în cele din urmă pe la 27 iunie.
Așa s-a încheiat prima mare bătălie defensivă a Italiei, definitiv „maturizată” pentru „războiul de materiale” care a început să implice mari cantități de resurse umane și materiale până la terminarea conflictului; faptul că a pierdut teren, fenomen de altfel intrinsec bătăliilor de materiale, a eclipsat însă adevărata victorie defensivă italiană. Dincolo de rezultatul militar, ofensiva a reprezentat un notabil succes politic pentru Cadorna: la 30 mai, Salandra a cerut aprobarea regelui să demită comandantul suprem, dar premierul s-a mișcat încet și când a adus la 6 iunie chestiunea în discuția Parlamentului, momentul de criză fusese deja depășit și Cadorna avea imaginea eroului care blocase atacul. Guvernul Salandra a căzut la 18 iunie și a fost înlocuit de un guvern „de uniune națională” prezidat de Paolo Boselli.

### Cucerirea Goriziei

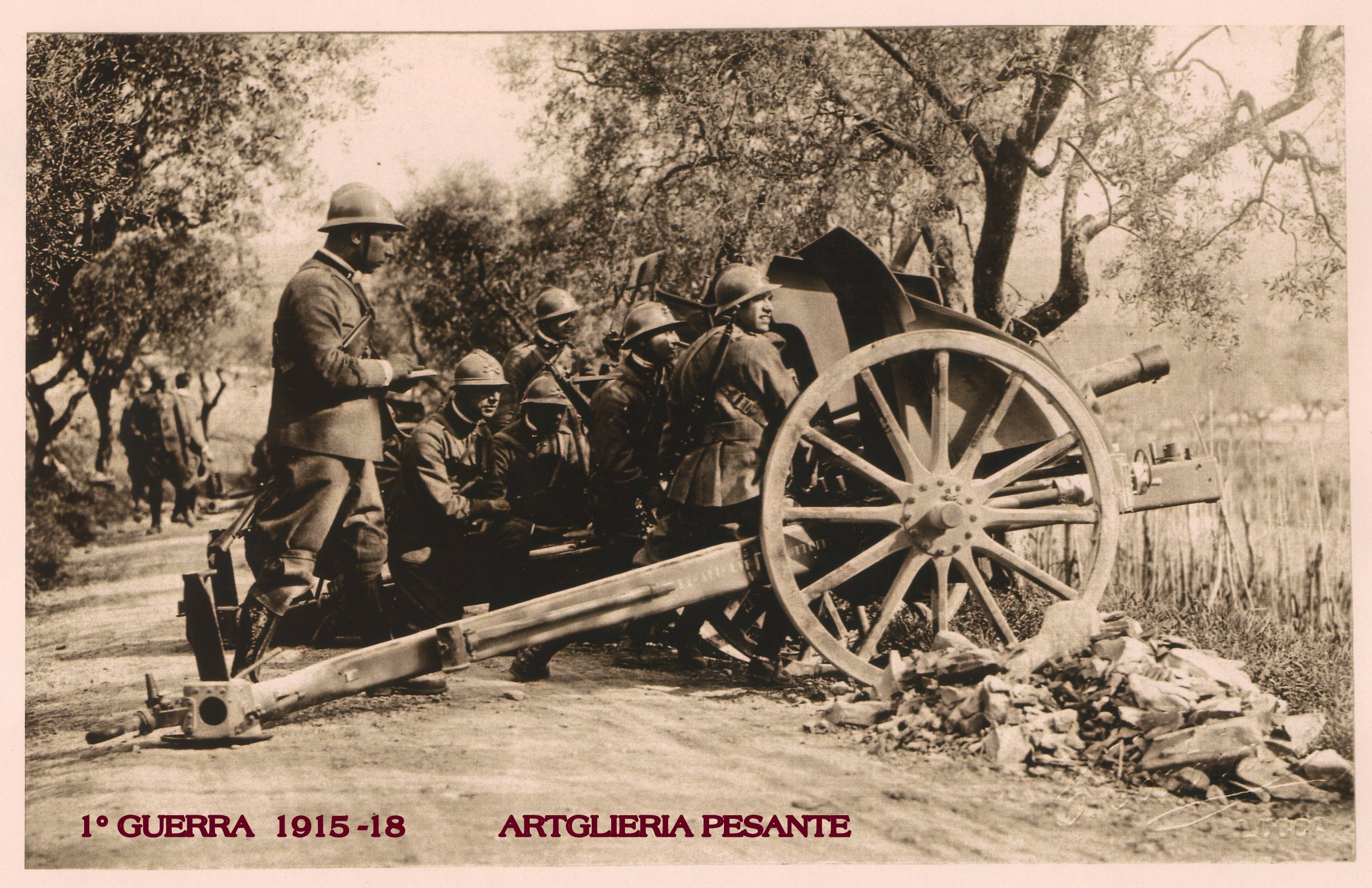
Tunari italieni în acțiune cu un

După ce a fost blocată mișcarea lui Conrad, și în timp ce austro-ungarii erau împinși înapoi pe frontul de est, Cadorna și-a reluat planurile de ofensivă pe sectorul isontin: frustrat de experiențele anterioare, comandantul suprem a pus la cale o acțiune mai limitată, cu scopul doar de a obține poziții mai favorabile de unde apoi să poată amenința San Michele și Gorizia; pentru prima dată, el a încercat să restrângă lărgimea frontului de atac, pe care să-și concentreze mai bine superioritatea în materie de artilerie. Forțele italiene trecuseră în lunile de după Strafexpedition la ameliorarea propriilor poziții, săpând un sistem complicat de galerii și tranșee colaterale pentru a se aduce cât mai aproape de liniile inamice artileria și muniția venită din liniile din spate. Chiar și fără acțiunii masive, luptele de uzură de-a lungul întregului front erau permanente și la 29 iunie austro-ungarii au încercat o mică ofensivă pe San Michele folosind pentru prima dată arme chimice: un amestec de gaze toxice pe bază de clor și fosgen a fost lansat asupra liniilor italiene provocând 2.000 de morți și 5.000 de intoxicați, dar deoarece s-au folosit trupe restrânse pentru a profita de succes, mare parte din teritoriul cucerit a fost apoi pierdut la loc.
La 6 august, Cadorna se simțea gata să declanșeze a șasea ofensivă pe Isonzo și, de această dată, rezultatele i-au depășit așteptările: cu o superioritate copleșitoare în termeni de guri de foc, în zori, artileria italiană a efectuat un scurt dar violent bombardament de pregătire, după care în aceeași după-amiază, infanteria a ieșit din tranșeele apropiate, aflate la doar 50 sau 10 metri de liniile inamice, ducând în spate mari discuri albe pentru a informa artileria să-și coordoneze tirul cu pozițiile lor; trupele generalului Luigi Capello⁠(d) au cucerit vârful Sabotino în circa 38 de minute, primul succes italian clar de la cucerirea Muntelui Nero în iunie 1915. Pe masivul San Michele au fost cucerite înaintea lăsării serii vârful și satul San Martino del Carso, respingând un contraatac nocturn al rezervelor lui Borojević. Cu Sabotino pierdut, liniile austro-ungare s-au dezmembrat: Podgora a căzut în mâinile italienilor la 7 august și, după eșecul unei serii de contraatacuri, austro-ungarii au evacuat malul drept al râului Isonzo; la 8 august, primii italieni au pătruns în Gorizia, care mai era locuită de maxim 1.500 de civili.

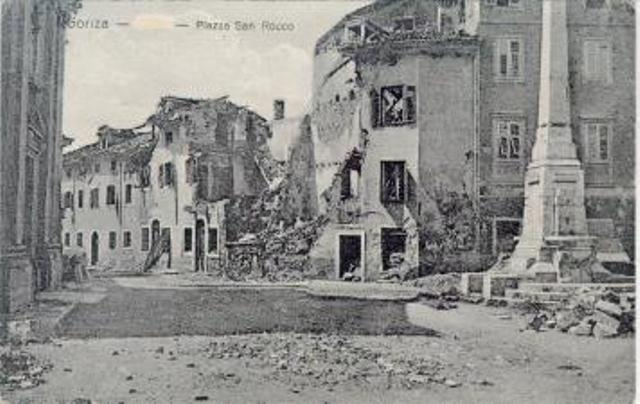
Piața San Rocco din Gorizia, pe jumătate distrusă de lupte

Nemaiavând controlul asupra lui San Michele, forțele austro-ungare au abandonat întregul Karst occidental mutându-se pe o nouă linie de apărare care mergea de la Muntele Santo di Gorizia⁠(d) în nord la Muntele Ermada⁠(d) în sud, trecând prin vârfurile San Gabriele⁠(d) și Dosso Faiti⁠(d); Cadorna a întârziat în a exploata succesul și, cu artileria rămasă în urmă, trupele italiene nu au reușit să își reia luptele: la 12 august, au obținut un ultim succes capturând satul Opacchiasella (Opatje Selo), dar până în ziua de 17 ofensiva se oprise. După standardul frontului de pe Isonzo, a șasea bătălie a fost un succes notabil, care a permis italienilor să înainteze pe un front de 24 de kilometri într-o adâncime între 4 și 6 kilometri, dar nu s-a obținut nicio pătrundere definitivă; după ce a petrecut mai mult de un an asediind pozițiile austro-ungare, nu s-a reușit mai mult decât mutarea câmpului de luptă cu câțiva kilometri mai spre est.

### Luptele ulterioare de pe Isonzo

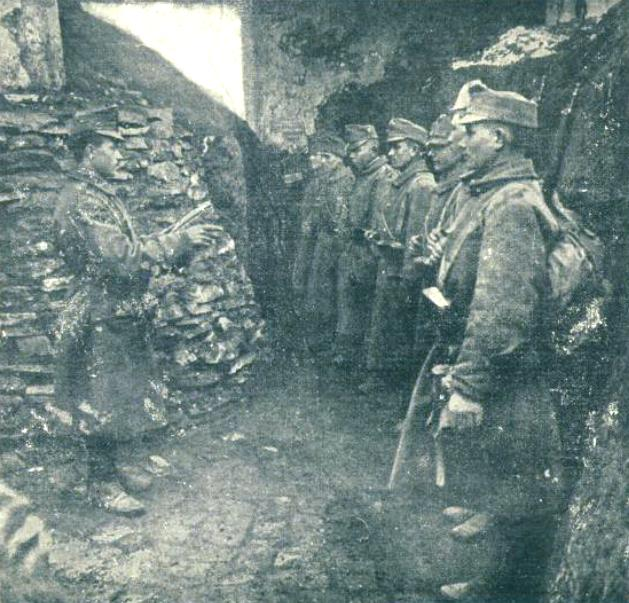
Soldații austro-ungari în tranșee

După ce a reorganizat unitățile și și-a readus artileria pe noile linii, Cadorna a pus la cale o nouă ofensivă pentru începutul lui septembrie pentru a exploata deschiderea frontului românesc, o povară în plus pentru Austro-Ungaria. Ploaia și ceața au împiedicat însă timp de mai multe zile bombardamentul preliminar și abia în după-amiaza de 14 septembrie infanteria a putut declanșa atacul. Armata a 3-a avea o concentrare de trupe fără precedent, cu 100.000 de oameni masați pe un front de 8 kilometri, dar forțele austro-ungare adoptaseră o nouă tactică ce s-a dovedit eficace: în timpul bombardamentului italian, tranșeele din prima linie erau ocupate doar de câteva sentinele, cu grosul soldaților în siguranță, în refugii subterane de pe liniile din spate; odată tirul oprit și infanteria pusă în acțiune, austro-ungarii se întorceau rapid pe linii pentru a-i înfrunta. Masele compacte ale infanteriștilor italieni au devenit un obiectiv mai ușor pentru mitralierele și pentru artileria austro-ungare, care își reținuseră focul până în ultimul moment pentru a nu-și trăda poziția; un ofițer austro-ungar descria atacul italian ca „o tentativă de sinucidere în masă”. Înainte ca ploile puternice să pună punct final acțiunii din 18 septembrie, italienii nu au cucerit decât mici porțiuni de teren cu prețul unor pierderi grele.
Deși victorioase în acțiunile lor defensive, forțele lui Borojević erau întinse la maxim: creșterea producției italiene de tunuri nu a făcut decât să accentueze inferioritatea numerică a artileriei austro-ungare, calitatea hranei s-a înrăutățit permanent, iar forțele pierdute erau înlocuite doar cu soldați tineri și slab pregătiți, unitățile fiind din ce în ce mai vulnerabile la mișcările naționaliste ale diferitelor etnii ale imperiului. Ajuns la o superioritate numerică de trei la unu, Cadorna a inițiat a opta bătălie de pe Isonzo la 10 octombrie, după o săptămână de bombardamente: italienii au cucerit puțin teren în valea râului Vipacco⁠(d), dar acțiunea s-a epuizat până în 12 octombrie și a provocat grele pierderi de ambele părți. După o scurtă pauză, la 1 noiembrie Cadorna și-a reluat atacurile cu a nouă bătălie de pe Isonzo, de-a lungul liniei Colle Grande-Pecinca-Bosco Malo cu obiectivul Dosso Faiti și Sella delle Trincee: focul celor 1350 de tunuri a demolat primele linii austro-ungare și italienii au reușit să creeze o pungă de 5 kilometri lățime și 3 adâncime, reușind să cucerească vârful Dosso Faiti, dar în sud atacurile asupra muntelui Ermada nu au adus nimic; un contraatac disperat al ultimelor rezerve ale lui Borojević l-a făcut pe Cadorna să suspende acțiunea la 4 noiembrie, chiar când penetrarea părea iminentă. Pierderile suferite s-au ridicat la 33.924 soldați morți, răniți și dispăruți pentru atacatori și 22.529 pentru imperiali.
Între timp, în vreme ce pe front se numărau pierderile umane și materiale și se făceau pregătiri de a înfrunta iarna, la Viena pe 21 noiembrie a murit bătrânul împărat Franz Joseph I al Austriei, căruia i-a urmat la tron nepotul Carol I: acesta, preocupat de suferințele și de instabilitatea internă cauzate de conflict, a înaintat propuneri de pace Franței și Regatului Unit, care au fost respinse la vot, oferind însă pretext pentru a pune în spatele acestora continuarea războiului. Toată iarna din 1916-1917, pe frontul de pe Isonzo și în Karst și la Monfalcone situația a rămas staționară, în timp ce în Alpi sectorul Corpului de armată III (cuprinzând zona între Stelvio și Lacul Garda) s-a caracterizat prin ofensive restrânse ce au reușit să cucerească câteva culmi de importanță strategică, între care muntele Cavento, atacat la începutul iernii. Strefexpedition a produs stagnarea operațiunilor de cucerire a muntelui, reluate abia în mai 1917 cu „bătălia Ghețarilor”, care a permis Companiei 242 a bataglionului alpin „Val Baltea” să cucerească culmea.

### Războiul de mine
În munții înalți, soldați din ambele tabere erau s-au implicat în mici ciocniri între patrule, în tentativa de a cuceri tranșee de-a lungul crestelor și culmile montane. Lipsa de oameni, limitele terenurilor de luptă și grelele condiții climatice, care permiteau atacuri numai în unele perioade determinate, făceau ca războiul pe frontul alpin să găsească diverse aplicații și noi metode strategice. În acest scop, s-a născocit o nouă utilizare a minelor: geniștii, minatori și soldați săpau galerii subterane în rocă pentru a ajunge sub liniile inamice, unde făceau un mare puț plin de explozivi. Când mina era detonată, poziția sărea în aer împreună cu întreg vârful muntelui, permițând, cel puțin în teorie, o facilă ocupare a postului.
Între fronturile unde s-a practicat acest tip de război s-au numărat Col di Lana⁠(d), muntele Cimone⁠(d), Pasubio⁠(d) și Lagazuoi, deși tentative în acest sens s-au făcut și pe alte fronturi, cum ar fi muntele Piana⁠(d) sau Castelletto delle Tofane⁠(d). În 1916, chiar Cimone a fost teatru al unui astfel de tip de strategii: muntele, de mare valoare strategică, căzuse după Strafexpedition în mâinile austro-ungarilor. În ultima săptămână din iulie, însă, artileria italiană a efectuat un bombardament foarte greu de 18 ore asupra vârfului și versanților muntelui Cimone, pe care au fost trimise să-l atace cele mai bune unități de vânători de munte și finanțiști: la început blocați de foc, după lupte grele, italienii au recucerit vârful.
După contraatacuri sterile pentru recucerirea muntelui Cimone, austro-ungarii au hotărât să recurgă la războiul de mine, cu scopul de a arunca în aer pozițiile italiene. Alertați, vânătorii de munte, au efecutat și ei săpături în mai multe puncte și au reușit să arunce în aer o încărcătură în noaptea de 17 spre 18 septembrie, provocând surparea tunelurilor austro-ungare. În ciuda acestui fapt, trupele imperiale și-au reluat munca și mai hotărâte și la 23 septembrie, după două luni de la pierderea muntelui, era gata o mină de 8.700 kilograme de Dinamon, 4.500 de dinamită și 1.000 de praf de pușcă. La 05:45, încărcătura a fost detonată: explozia a fost devastatoare, două coloane uriașe de fum s-au ridicat de pe vârful muntelui, aruncând în aer tone de schije și sute de oameni; poziția italiană a dispărut.

## Anul 1917

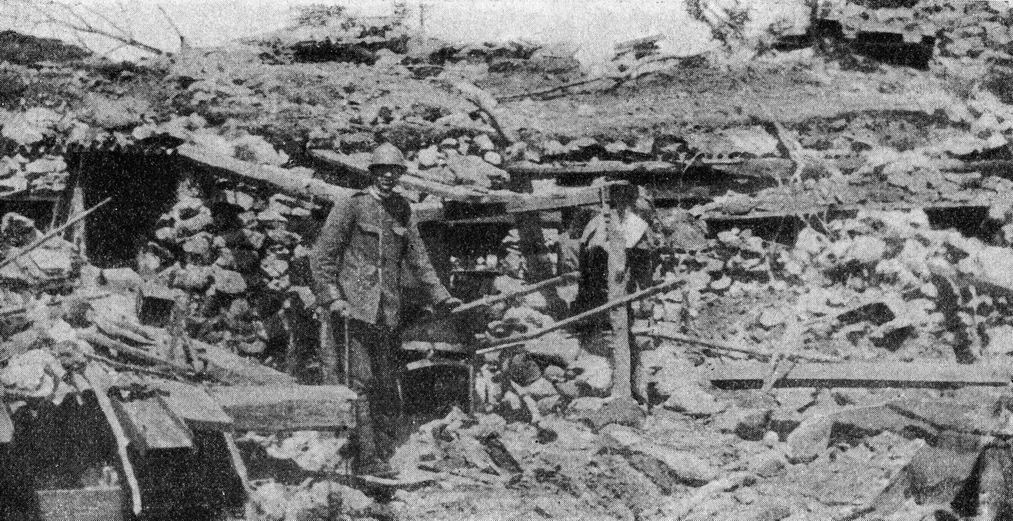
Soldat italian printre ruinele liniei defensive austro-ungare, în apropiere de Selo (Karst)

Începutul lui 1917, spre deosebire de anul anterior, se prezenta ca unul critic pentru Puterile Centrale: resursele lor erau pe cale de epuizare, în timp ce armatele Antantei erau într-o lentă, dar inexorabilă creștere; într-o încercare de a reduce livrările către Aliați și de a le slăbi capacitatea de luptă, Germania a declarat război submarin fără discriminare⁠(d), provocând iritația Statelor Unite care la 6 aprilie a declarat și ea război. Au fost mai multe schimbări la nivelul înaltului comandament: după îngrozitorul masacru de la Verdun, Erich von Falkenhayn a fost înlocuit de la conducerea armatei germane de perechea Paul von Hindenburg-Erich Ludendorff; Conrad a fost înlăturat din funcția de șef al statului major austro-ungar în favoarea generalului Arthur Arz von Straussenburg.
Situația a suferit o schimbare bruscă în noiembrie, când Revoluția din Octombrie a dus la crearea unui guvern bolșevic la Petrograd, favorabil ieșirii Rusiei din conflict. Odată închis frontul de est, Puterile Centrale aveau să înceapă să-și reorienteze cea mai mare parte a forțelor spre vest, deși majoritatea celor 140 de divizii desfășurate în est nu s-au deplasat decât după semnarea, la 3 martie 1918, a tratatului de la Brest-Litovsk.

### A zecea și a unsprezecea bătălie de pe Isonzo
Pentru aprilie-mai 1917, Aliații occidentali planificaseră o serie de atacuri care a pune în dificultate Puterile Centrale: anglo-francezii erau fost pe punctul de a lansa o serie de atacuri simultane pe frontul de vest (așa-numita „ofensivă Nivelle”), în timp ce Cadorna pregătea încă o bătălie pe Isonzo. În ciuda pierderii a aproape 400.000 de oameni, morți și răniți, în cursul anului 1916, armata italiană se întărea permanent și, în primăvara anului 1917, putea desfășura 59 de divizii, cu o putere de aproape 2 milioane de oameni, datorită încorporării clasei din 1898, și a unui număr de tunuri de calibru mediu și mare dublu comparativ cu anul 1916. Printre inovațiile tactice introduse se număra în iulie 1917 și înființarea primelor unități de Arditi, soldați aleși, instruiți și dotați special pentru atacarea și cucerirea tranșeelor inamice.

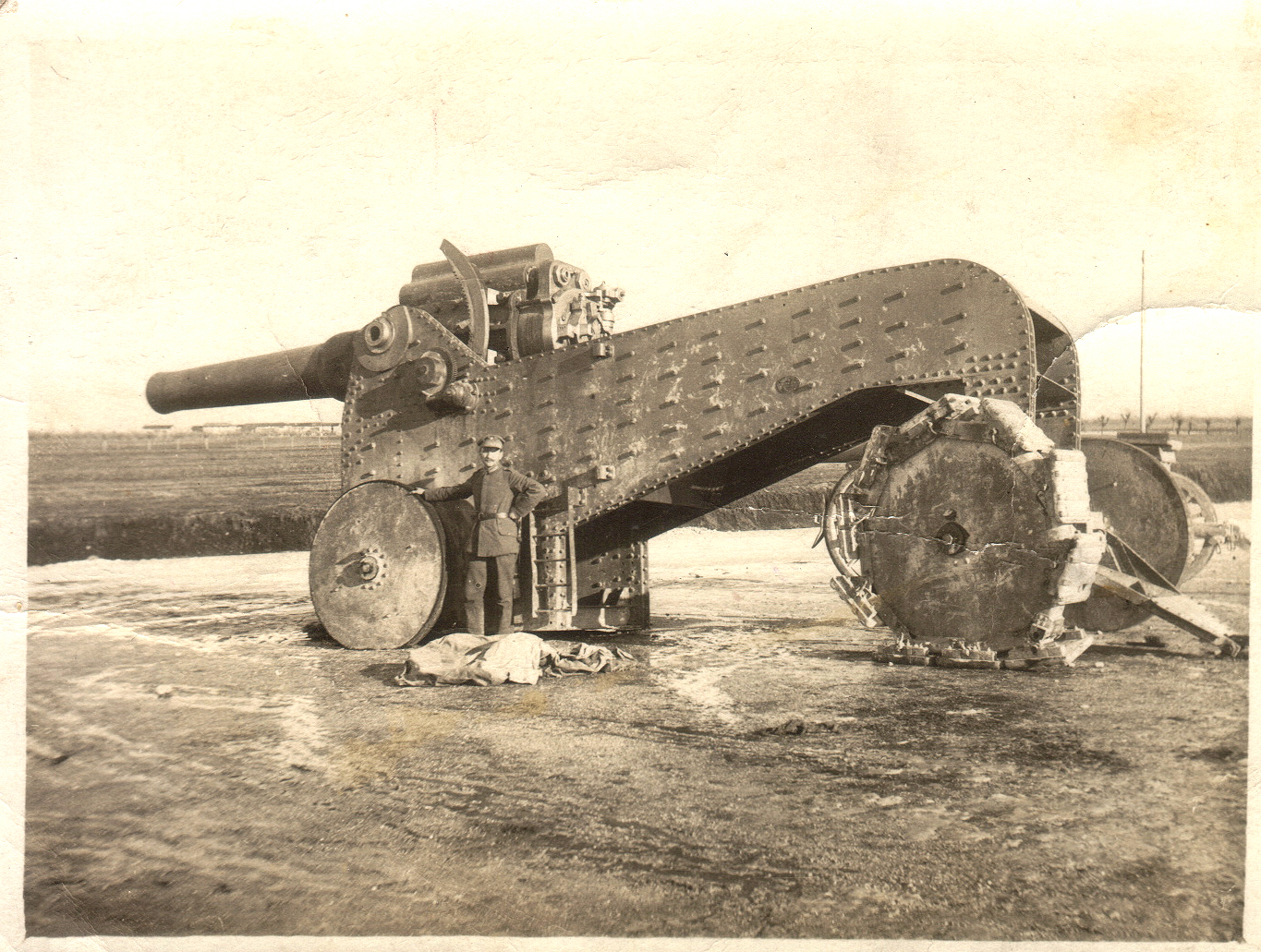
Un mortier de 305 mm pe frontul de pe Isonzo.

Mult-plănuita ofensivă a început pe 12 mai cu un bombardament preliminare devastator a circa 3.000 de guri de foc; în după-amiaza zilei de 14. Armata a 2-a italiană, trecută sub comanda generalului Luigi Capello, a început acțiunea pe cursul mijlociu al râului Isonzo, mărșăluind către capul de pod de la Plava către Cota 383: în condiții de inferioritate de cincisprezece la unu, batalionul austriac solitar care apăra vârful a trebuit să cedeze sub atacurile a cinci regimente italiene, dar nu înainte de a produce atacatorilor pierderi egale cu 50% din efective. Planul prevedea apoi oprirea forțelor Armatei a 2-a pentru a muta artileria în sprijinul Armatei a 3-a pe cursul inferior al Isonzului, dar, având în vedere progresele, Capello a cerut și a obținut permisiunea de a continua cu acțiunea sa: italienii au extins atacurile la muntele Kuk, capturat definitiv la 17 mai, după mai multe atacuri și contra-atacuri din două părți, și muntele Vodice, cucerit pe 19. Pe 20 mai, Capello a aruncat zece valuri de infanterie împotriva muntelui Santo, dar unitățile sosite pe vârf au fost respinse înapoi de un contraatac austro-ungar, iar generalul a decis să suspende ofensiva. Acțiunea s-a mutat la sud, unde pe 24 mai, Armata a 3-a a Ducelui de Aosta și-a început atacurile de la punga creată anterior: pe stânga, italienii au fost blocați, dar pe partea dreaptă au reușit o pătrundere, avansând de-a lungul unei fâșii late de 2 km în zona plană dintre Platoul Karst și mare; ei au cucerit satul Jamiano⁠(d) și entuziasmul lor a dus frontul până la poalele Ermadei, unde întăririle austro-ungare i-au oprit pe italieni la 26 mai.

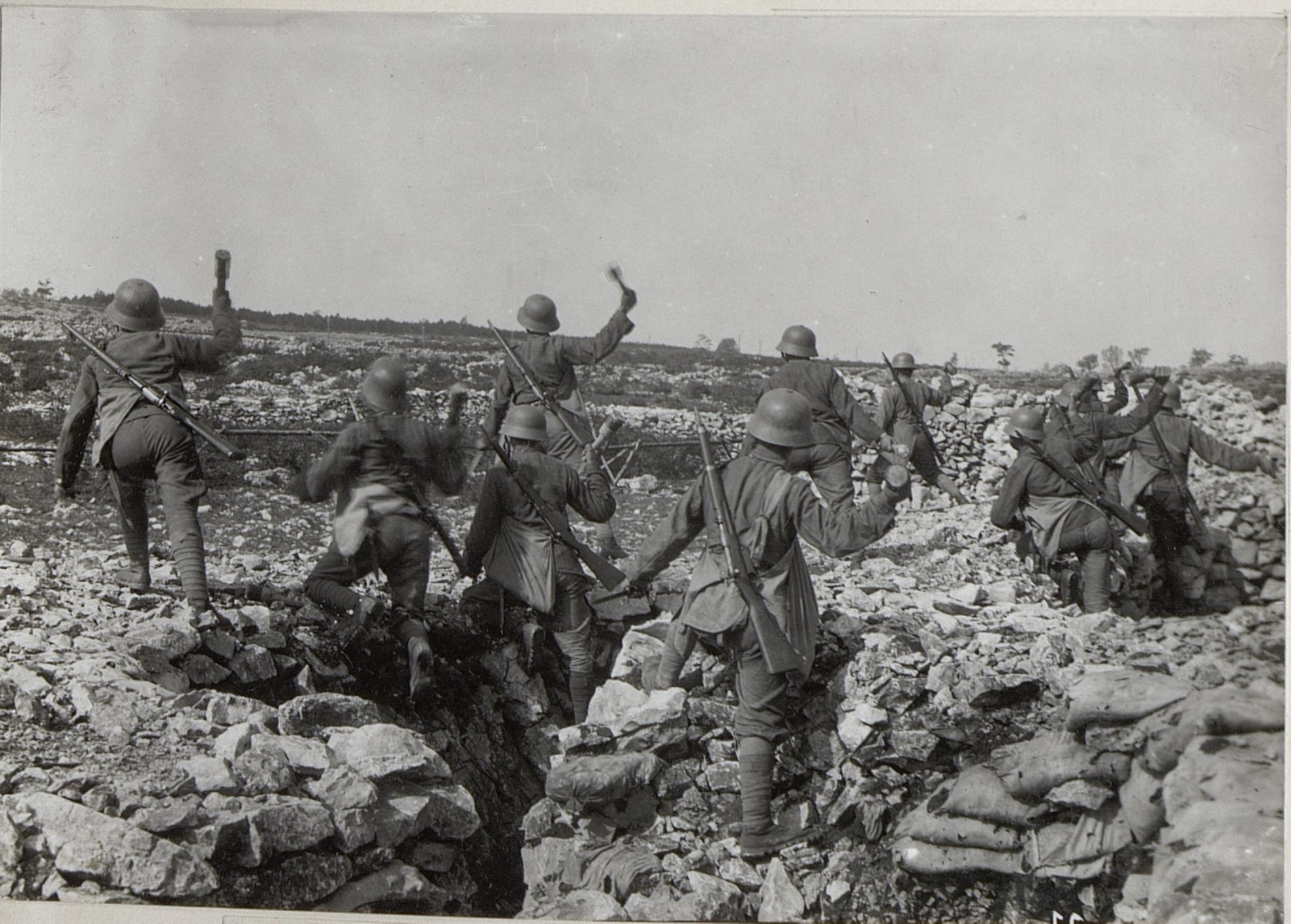
Trupele de asalt austro-ungare pe pe frontul de pe Isonzo în septembrie 1917

După ce au fost chemate câteva regimente proaspete din regiunea Trentino, și au sosit două divizii desprinse de pe frontul de est, Borojević a încercat un contraatac pe scară largă la 4 iunie, dând viață la bătăliei Flondarului: după o fentă în fața lui Dosso Faiti, austro-ungarii au atacat pozițiile Armatei a 3-a la vest de Ermada, împingând înapoi unitățile italiene slăbite cale de câțiva kilometri și luând 10.000 de prizonieri; cu Ermada asigurată, austro-ungari s-au reașezat în defensivă și luptele pe scară largă s-au încheiat pe întregul sector al Karstului la 6 iunie.
Cadorna începuse să-și planifice următoarea mișcare în cursul luptelor grele: mutase 12 divizii proaspete de pe frontul alpin pe Isonzo pentru a ocupa Bainsizza⁠(d), un platou semideșertic la înălțimea cursului mijlociu al râului Isonzo, care părea să fie puțin păzit de austro-ungari. De aici, Cadorna a simțit că poate vira spre sud, ocolind munții Santo și San Gabriele și luând pe la spate apărarea inamicului de pe Isonzul inferior. După patru zile de bombardament, pe 19 august, el a dezvoltat un atac de-a lungul întregul front: Armata a 3-a făcut o breșă în trei puncte, dar a fost în cele din urmă blocată de apărarea puternică a Ermadei și în valea Vipacco, la nord Armata a 2-a a lui Capello a împins începând de la 22 august, apărarea trupelor austro-ungare avansând cu ușurință pe platoul Bainsizza. Borojević a optat pentru o apărare în adâncime, și și-a retras trupele slăbite pe marginea de est a platoului, așteptându-se ca terenul dificil să încetinească forțele lui Capello: trupele italiene se aflau într-o zonă lipsită de drumuri, neospitalieră din lipsa apei, și aici au rămas blocate. Armata a 2-a a lansat o serie de tentative către Tolmin, ușor de respins de apărători, și un atac asupra muntelui Santo, cucerit la 22 august, după retragerea forțelor austro-ungare din Bainsizza. Cordonul defensiv organizat de Borojević în jurul platoului a împiedicat însă ocolirea pe care trebuia să o realizeze Armata a 2-a.
Pe 4 septembrie, un masiv contraatac austro-ungar a obligat să se retragă unele unități ale Armatei a 3-a din valea Vipacco, și în același timp generalul Capello a ordonat o mișcare către San Gabriele: o reeditare a atacurilor anterioare asupra culmilor Platoului Karst, 700 de piese de artilerie au lovit culmea muntelui (care a pierdut aproximativ 10 de metri de altitudine în timpul luptei) înainte ca mase compacte de soldați să încerce să-l depășească cu un atac frontal; unitățile austro-ungare au ajuns la un pas de a ceda, dar trupele italiene erau epuizate și, la 19 septembrie, Cadorna a fost nevoit să oprească operațiunile. A unsprezecea bătălie de pe Isonzo s-a încheiat cu o nouă baie de sânge: Armata Regală a pierdut 166.000 de morți și răniți (mai mult de jumătate din ei numai pe San Gabriele), în timp ce austro-ungarii au pierdut circa 140.000.

### Bătălia de la Ortigara
Strafexpedition din mai 1916 din Trentino permisese armatei cezaro-crăiești să se așeze pe o linie care curba substanțial față de centrul Platoului Celor Șapte Comune⁠(d), trecea de marginea Valsugana⁠(d) către muntele Ortigara⁠(d), muntele Campigoletti, muntele Chiesa, muntele Corno și apoi ducea spre sud, până la Val d'Assa⁠(d). Această linie asigura accese directe către câmpia vicentină și garanta un mare cap de pod care amenința spatele armatelor italiene din Cadore, Carnia și de pe Isonzo.
După cucerirea Goriziei, înaltul comandament italian a emis directive pentru o ofensivă masivă care ar fi angajat trei corpuri ale Armatei a 6-a a generalului Luca Montuori⁠(d) de-a lungul unui front de 14 km. Principalul efort trebuia concentrat pe cucerirea muntelui Ortigara și a muntelui Campigoletti, pentru a elimina adversarul de pe marginea de nord a platoului și a ajunge pe linia vârful Portule-Gura Portule⁠(d); atacul asupra Ortigarei urma să fie efectuat de batalioanele alpine ale Diviziei a 52-a sub comanda generalului Angelo Como Dagna Sabina. La 05:15, 10 iunie, acțiunea a început cu un tir puternic de artilerie spre liniile inamice, care a durat până la ora 15:00, dar deja de la ora 11:00 ceața începuse să înconjoare muntele, făcând pregătirea ineficientă. La ora 15:00, tirul s-a mutat spre pantele muntelui Ortigara și infanteria a început să avanseze.
După atacuri multe și violente, înserarea, noaptea și ploaia, împreună cu focul inamic, au oprit avântul trupelor alpine, care nu mai puteau fi întărite de susținători, și erau blocați de apărarea austro-ungară. A doua zi, în ciuda vremii nefavorabile și a descurajării, trupele alpine au lansat un nou atac; a fost cea mai proastă alegere, întrucât soldații s-au ciocnit din nou de mitraliere și de fortificațiile intacte. Pe 12, ofensiva a fost oprită temporar, și apoi reluată pe 19 iunie, când opt batalioane au efectuat atacul de la Ortigara: în mai puțin de o oră vârful a fost cucerit, dar succesul trupelor alpine a rămas unul izolat. Acesta nu a permis consolidarea liniei frontului, lăsând forțele de pe Ortigara la mila contraatacurilor austro-ungare, care au venit pe 25 iunie și i-au copleșit pe vânătorii de munte. Nedându-și seama de tragicul situației și de confuzia din liniile lor, în aceeași zi, comandamentul a ordonat un contraatac în loc de o repliere, într-o serie de ordine și contraordine care au provocat haos în liniile italiene, cu singurul rezultat de a crește numărul de pierderi. În această luptă, trupele alpine au dat un mare tribut de sânge, până la urmă inutil, deoarece frontul platourilor a rămas neafectat, confirmând eșecul total al ofensivei italiene.

### Moralul, propaganda și justiția militară

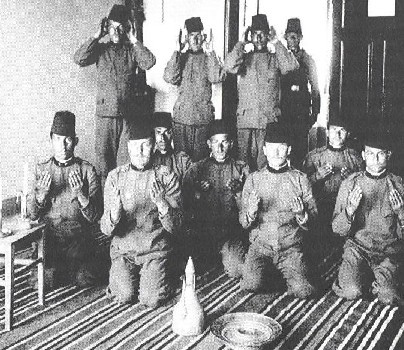
Soldați bosniaci de credință musulmană în rândurile armatei austro-ungare. Eterogenitatea armatei habsburgice a fost unul dintre factorii slăbiciunii sale.

Sângeroasele și neconcludentele lupte de pe frontul italian a avut efecte diferite asupra armatelor opuse. Tendința de moral a forțelor cezaro-crăiești a fost de scădere pentru toată durata ostilităților: propaganda austro-ungară a acționat pozitiv prin prezentarea declarației de război a Italiei ca pe o trădare a treizeci de ani de alianță în momentul de maxim pericol pentru națiune, obținând ca răspuns o puternică susținere din partea populației și a soldaților; luptele interminabile de pe Isonzo au avut însă un efect deprimant asupra moralului multor unități austro-ungare, condamnate la apărare cvasistatică sub impresionanta canonadă a artileriei italiene. Moralul putea totuși avea unele salturi pozitive, atunci când se încerca o contraofensivă în forță, ca acea din timpul Strafexpedition sau al bătăliei Flondarului.
Chestiunea moralului și a dorinței de luptă era legată și de naționalitatea unităților, dar nu mereu cu același rezultat: unitățile cehe a căpătat o reputație proastă pe frontul de est, unde două regimente au fost desființate după ce multe subunități ale lor au trecut de partea rușilor, în timp ce, spre sfârșitul conflictului, italienii au ajuns să constituie o divizie întreagă din cehi și slovaci care au acceptat să lupte împotriva fostei lor armate; dar la fel de adevărat este și că, în a noua bătălie de la Isonzo, un atac hotărât la baionetă al unui regiment ceh pe pantele Cotei 144 a oprit o pătrundere italiană în direcția Ermadei, salvând întreaga linie austro-ungară. Propaganda austro-ungară a profitat cu abilitate și de revendicările Italiei față de teritorii de la est de Marea Adriatică, și pentru a consolida moralul și loialitatea unităților slave: slovenii, al căror presupus pacifism a fost subiect de glume, s-au dovedit a fi excelenți luptători pe frontul italian, la fel și unitățile croate, care nu prea își demonstraseră valoarea împotriva rușilor. Unitățile cele mai loiale au fost întotdeauna considerate cele de limbă germană, dar și departamentele de bosniaci erau elita infanteriei. Puterea de luptă a Austro-Ungariei a fost subminată și de din ce în ce mai gravă penurie de alimente de-a lungul Imperiului: deja în 1915 au fost primele revolte cauzate de lipsa hranei, iar situația a devenit catastrofală după iarna grea din 1916-1917; în martie 1917 mulți dintre soldați s-au oferit voluntari să lupte în prima linie doar pentru a avea acces la cele mai bune rații alimentare rezervate luptătorilor.

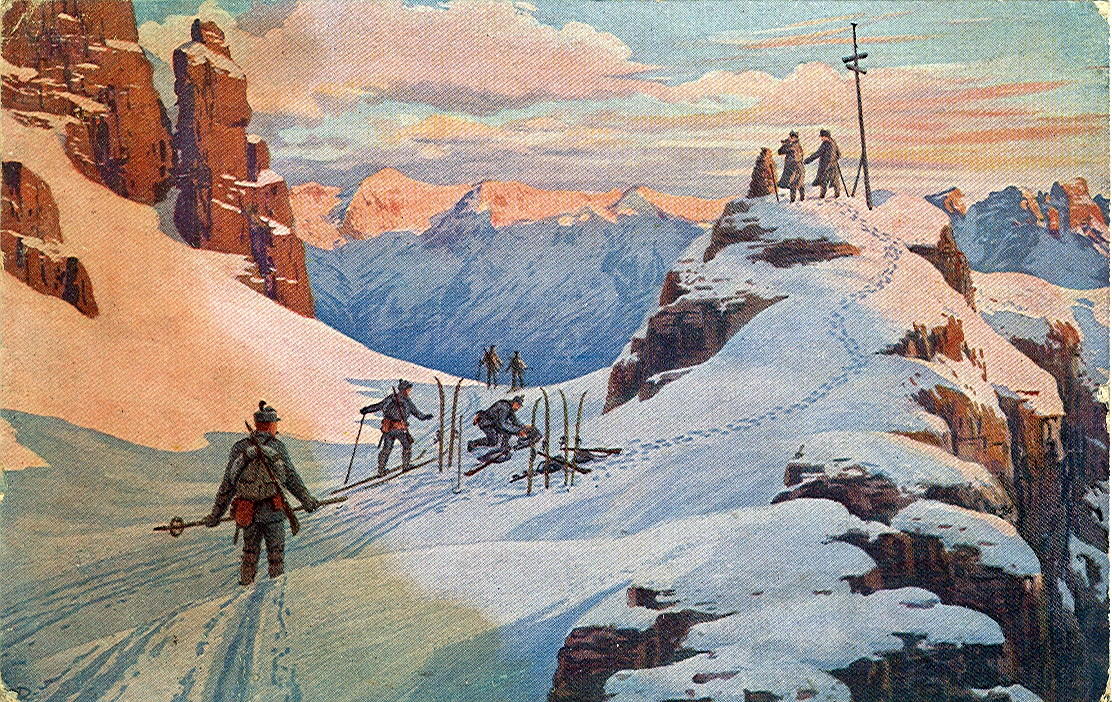
Carte poștală de propagandă austro-ugară cu titlul: „În lupta pentru Tirol - o nouă zi”

Moralul soldaților italieni s-a îmbunătățit progresiv cu continuarea luptele de pe Isonzo, până la dezastrul de la Caporetto. Începutul ostilităților a fost primit cu un sentiment semnificativ pozitiv: cei mai entuziaști au fost voluntarii „iredentiști” din teritoriile italiene controlate de Viena, care, cu toate acestea, nu erau decât o mică minoritate (s-au oferit voluntari pentru Armata Regală numai 881 de triestini, adică mai puțin de 1% din comunitatea italiană a orașului, și 760 din Trentino, la o populație de 400.000 de locuitori), privită și cu suspiciune de către ceilalți soldați, ca posibili spioni habsburgi. Masa de trupe a acceptat fără o opoziție mobilizarea, dar secretul pactului de la Londra nu prea le-a explicat motivele și obiectivele conflictului, decât în linii generale. Moralul s-a prăbușit după experiența primei bătălii de pe Isonzo, unde ciocnirile sângeroase au condus la slabe câștiguri teritoriale, abia vizibile pe o hartă, o situație agravată și de condițiile precare de igienă și de improvizațiile din pozițiile italiene (voite și din motive de propagandă: având în vedere accentul pe ofensivă până la capăt, se credea că ar fi contradictoriu să se consume energie pentru a configura un sistem defensiv  solid și confortabil).
Populația civilă a avut o slabă percepție a ceea ce se întâmpla pe front. Deja după a doua bătălie de pe Isonzo, având în vedere pierderile imense, comandamentul ordonat să nu se divulge statisticile privind victimele decât dacă era absolut necesar, eliminând orice credibilitate a buletinelor oficiale. Situația nu era mai bună în ce privește relatările jurnalistice: la fel ca în toate națiunile beligerante, jurnaliștii care au căpătat acces în teatrul de operațiuni erau în număr redus și sub cenzură puternică, și și-au interpretat rolul lor în sens patriotic, ca susținători ai țării lor și ai necesității victoriei finale, și nu ca autori ai unei cronice fidele realității sau ca onești mesageri ai opiniei publice. Atunci când realitatea putea arăta a defetism, jurnaliștii s-au autocenzurat ei înșiși, sfârșind însă prin a hrăni insensibilitatea comandamentului față de orice critică la adresa activității sale. În acest scenariu, singurele rapoarte fidele vieții pe front nu puteau fi decât cele ale soldaților întorși acasă în permisie: o scădere bruscă a sprijinului public pentru război s-a constatat de Crăciunul din 1915, care a coincis cu întoarcerea acasă de pe front a mai multor mii de soldați, fapt care a determinat comandamentul să impună o politică severă de acordare de permisii care puteau avea consecințe față de moralul trupelor.

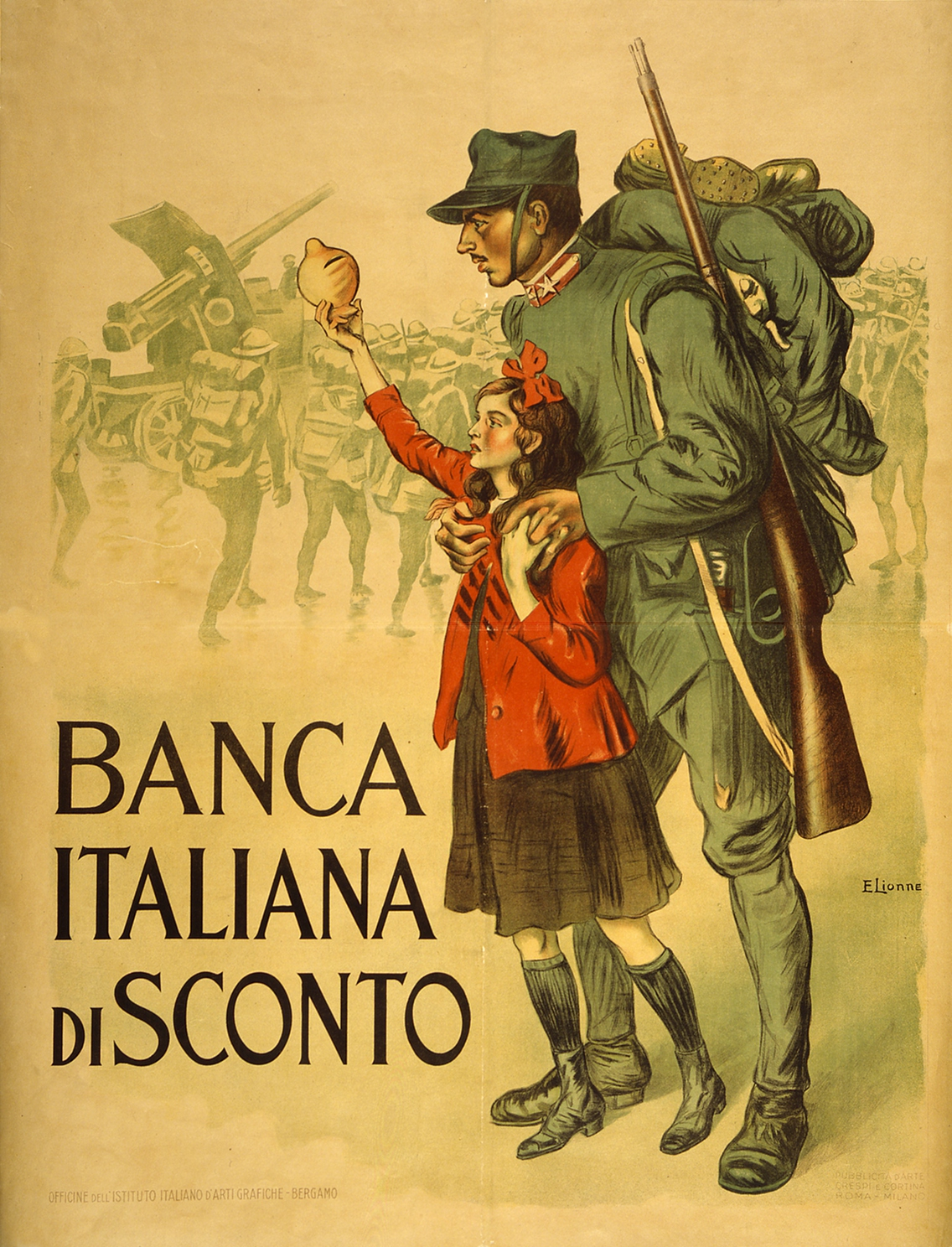
Afiș propagandistic italian pentru subscripția la împrumuturile de război

Dacă Cadorna era întotdeauna gata să denunțe rapoartele dăunătoare pentru moralul trupelor, în același timp, el at dovadă și de un dezinteres fățiș față de activitățile care ar putea îmbunătăți moralul soldaților de pe front: crearea de „jurnale de tranșee”, scrise de soldați pentru soldați, a primit puțină atenție din partea comandamentului, și unele lucrări cum ar fi „casele de soldați” realizate de preotul Giovanni Minozzi⁠(d), locuri unde oamenii desfășurați pe front se puteau relaxa, citi și studia, au fost inițiative practic individuale. În mod inevitabil, această situație a favorizat insubordinarea și răscoalele: deja la 11 decembrie 1915 a avut loc primul episod pe scară mare, atunci când cei 500 de militari din Brigada „Ferrara”, care suferiseră pierderi grele în lupte sângeroase de pe San Michele, au protestat violent față de refuzul de a li se da o pauză. Doi bărbați au fost condamnați la moarte de o curte marțială convocată la nici 24 de ore după episod.

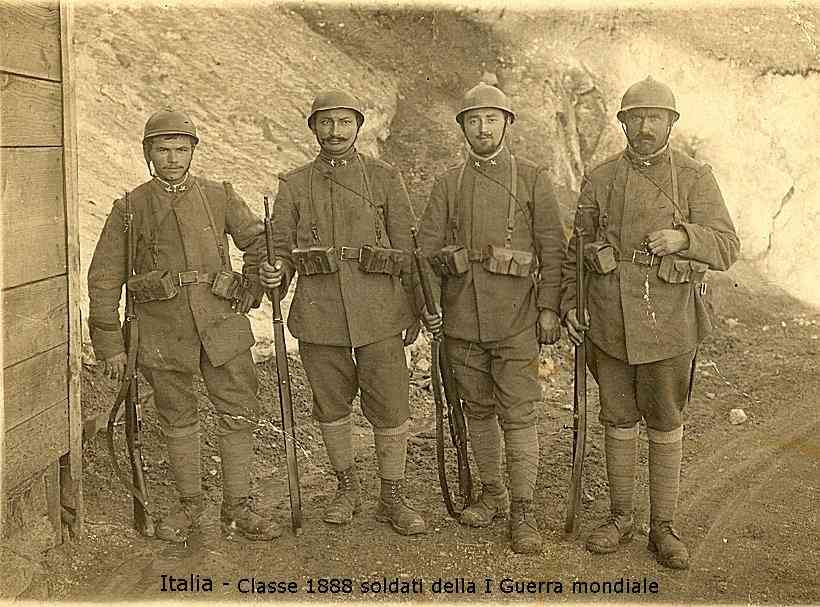
Soldați italieni în 1916

Răspunsul înaltului comandament italian față de episoadele de insubordonare din rândul trupelor a fost utilizarea de metode dure de reprimare violentă. În toate armatele beligerante, tribunalele militare acționau cu prea puțină grijă față de drepturile acuzaților și față de principiile unui proces echitabil⁠(d), și mulți dintre comandanți dădeau dovadă de dispreț față de normele juridice, care ar fi împiedicat o aplicarea rapidă a unor sancțiuni severe și exemplare. Cadorna s-a remarcat însă drept singurul care și-a arogat dreptul de a adapta sistemul de justiție militară pentru propriile sale scopuri: după ce a deplâns refuzul instanțelor judecătorești de a emite condamnări la moarte și a încurajat comandanții de pe teren să recurgă la execuții sumare, o directivă a înaltului comandament din septembrie 1915 hotăra convoacarea de tribunale militare formale numai atunci când era certitudinea unei condamnări severe, în caz contrar era suficientă o instanță improvizată pe front, fără magistrați militari, și fără drept de apel la sentințe. Pe 26 mai 1916, a fost primul caz documentat de decimare, o practică urmată în timpul războiului numai în armata italiană: când câteva sute de soldați din regimentul trimis la Asiago să se opună Strafexpedition s-a prezentat la apel cu o zi de întârziere, colonelul comandant al unității a ales peste doisprezece oameni și i-a împușcat pentru dezertare; practica decimării nu era prevăzută de codul penal militar, dar Cadorna a aprobat-o necondiționat printr-o directivă din noiembrie 1916. De îndată ce soldații și-au dat seama că ar putea fi executați indiferent de acțiunile individuale, au fost terorizați și li s-a indus supunere absolută.
În ciuda unor plângeri depuse de către membrii parlamentului, nici socialiștii și nici guvernul, nici parlamentul nu au început anchete cu privire la derularea proceselor din instanțele militare italiene până sfârșitul războiului. În septembrie 1919, când a fost proclamată o amnistie pentru crimele comise în război, instanțele de judecată inițiaseră 350.000 de procese, din care 210.000 ajunseră la verdict, cu 4.028 de condamnări la moarte (din care 729 executate); cazurile cunoscute de execuții sumare sau prin decimare erau de peste 300, și unele estimări ajung până la mii de victime. Drept comparație, armata franceză, care avea un număr dublu de personal față de armata italiană și care în mai 1917, a trecut printr-o serie de revolte pe scară largă care au afectat aproape jumătate din diviziile pe front, a înregistrat un total de 600 de soldați împușcați în timpul întregului război, și nu mai mult de o duzină de execuții sumare.

### Înfrângerea de la Caporetto

Hartă a bătăliei de la Caporetto

Cum linia austro-ungară din preajma Goriziei era în pericol de colaps în urma celei de a unsprezecea bătălii de pe Isonzo, înaltul comandament de la Viena a apelat la germani să contribuie la o contraofensivă pe frontul Italian; Paul von Hindenburg și Erich Ludendorff, comandanții armatelor lui Wilhelm, au fost de acord, prin urmare, cu noul șef al austro-ungar, Arthur Arz von Straussenburg să organizeze o ofensivă combinată. Generalul german Konrad von Krafft Dellmensingen a fost trimis pe front pentru o inspecție, care a durat de la 2 la 6 septembrie; după finalizarea diverselor teste și după evaluarea probabilității de victorie, Dellmensingen s-a întors în Germania să aprobe trimiterea de ajutoare, fiind sigur că Franța, după eșecul celei de a doua bătălii de pe Aisne, din aprilie, nu avea să atace.

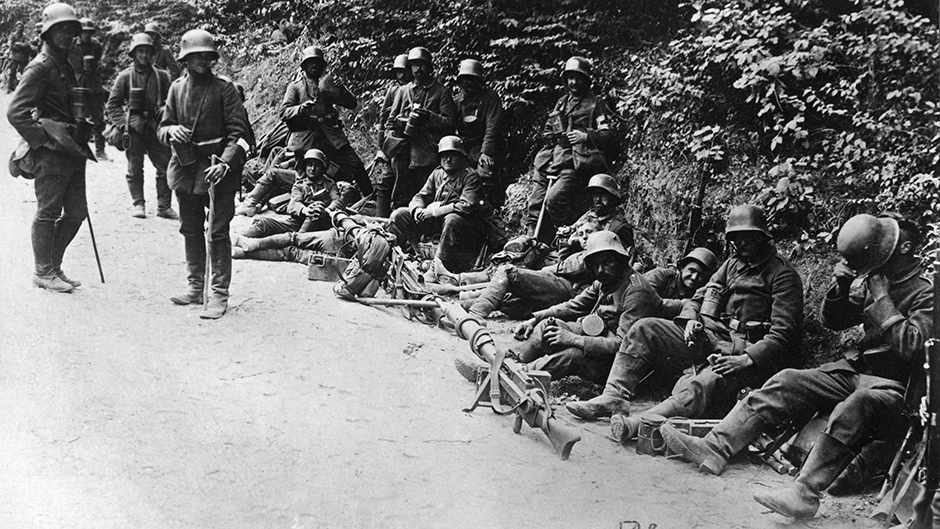
Un pluton de asalt german în sectorul Caporetto

Șapte divizii germane de nivel excelent au fost comasate cu alte cinci divizii austro-ungare în noua Armată a 14-a sub comanda generalului Otto von Below, susținută de mai mult de 1.000 de piese de artilerie; agregarea forțelor Puterilor Centrale, pe cursul superior al Isonzului între Bovec și Tolmin, a început la începutul lunii septembrie. Rapoarte de recunoaștere aeriană și rapoartele dezertorilor i-au informat pe italieni de mișcarea trupelor germane îndreptate către zona Isonzo și pe 18 septembrie Cadorna a decis să treacă pe o linie defensivă în așteptarea evenimentelor. Înaltul comandament a manifestat, totuși, un considerabil scepticism cu privire la vestea unui atac iminent în forță, și pe 23 octombrie, Cadorna încă mai formula predicția că nu va fi nicio operațiune importantă cel puțin până în primăvara anului 1918.
La orele 02:00 pe 24 octombrie, artileria austro-germană a început să lovească pozițiile italiene de la muntele Rombon până la platoul Bainsizza, alternând proiectilele cu gaz cu cele convenționale, lovind în special între Bovec și râul Isonzo; focul de pregătire a fost foarte precis, tăind cu ușurință comunicațiile între comandamente și unitățile din prima linie: corpul italian de artilerie XXVII, comandat de generalul Pietro Badoglio, a rămas izolat și nu a deschis foc de răspuns. În aceeași zi, austro-germanii au atacat frontul de pe Isonzo, la nord, convergând spre Caporetto, un sector care rămăsese liniștit de la sfârșitul anului 1916, și era apărat doar de zece din cele treizeci de divizii ale Armatei a 2-a a generalului Capello: punând în practică a noilor tactici de infiltrare deja experimentate cu succes pe frontul de est, trupele germane au forțat punctele slabe ale rețelei italiene, manevrând prin văi pentru a încercui și lovi din spate posturile plasate pe vârfurile munților. Frontul Armatei a 2-a s-a rupt rapid și la ora 17:00 primele unități germane și-au făcut intrarea în același Caporetto. În prima zi de luptă, italienii au pierdut, morți și răniți, aproximativ 40.000 de soldați, și mulți s-au trezit blocați pe Muntele Nero, în timp ce adversarii lor au pierdut aproximativ 6/7.000 de victime.

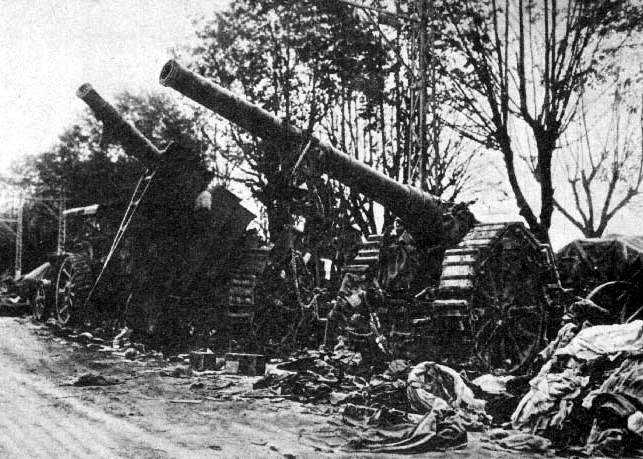
Piese de artilerie abandonate de italieni în retragerea dezordonată de la Caporetto

Vestea penetrării a ajuns cu încetineală extremă până la comandamentul din Udine, și numai în dimineața zilei de 25 octombrie, amploarea dezastrului a început să ia formă: frontul fusese rupt în mai multe puncte, moralul diferitelor unități s-a prăbușit, iar mase de oameni se revărsau în dezordine înapoi. Cadorna a continuat să tragă de timp și doar la 02:50 pe 27 octombrie, a ordonat Armatelor a 2-a și a 3-a să se retragă pe linia râului Tagliamento: retragerea forțelor Ducelui de Aosta, deja pregătită de către comandantul său, a avut loc cu o anumită ordine, dar secțiunile lui Capello au fost, practic, abandonate în voia sorții, într-o retragere haotică, caracterizată prin dezertări și fugă. Dimensiunea succesului i-a surprins și pe comandanții austro-ungari: Ludendorff, confruntându-se cu cea mai critică fază a bătăliei de la Passchendaele de pe frontul de vest, se grăbea să retragă diviziile germane, lăsând armatele lui Borojević din Karst și ale lui Conrad din Trentino, dar relele comunicații și epuizarea unor unități a întârziat înaintarea austro-ungară.
În seara zilei de 28 octombrie, austro-germanii au trecut frontiera dinainte de război. Cadorna spera să oprească inamicul pe râul Tagliamento, dar pe 2 noiembrie, o divizie austro-ungară a reușit să traverseze râul în zona superioară, stabilind un cap de pod pe malul de vest, și în dimineața zilei de 4 noiembrie înaltul comandament italian a ordonat o retragere generală a întregii armate până la râul Piave. Puterile Centrale și-au menținut presiunea asupra unităților în retragere: la Longarone, pe 9 noiembrie, au fost capturați  10.000 de oameni și 94 de tunuri aparținând Armatei a 4-a a generalului Mario Nicolis di Robilant și cu o altă ocazie Diviziile a 33-a și a 63-a italiene s-au predat, după ce au încercat să iasă din încercuire, cu 20.000 de oameni. În câmpie, cu toate acestea, austro-germanii nu au avut același succes, și multe unități italiene s-au reorganizat după ce au ajuns la linia de pe Piave; la ora 12:00 pe 9 noiembrie retragerea în spatele râului a fost finalizată, iar podurile au fost aruncate în aer.
Bătălia de la Caporetto a dus la un dezastru pentru italieni, pierderile ridicându-se la 12.000 de morți, 30.000 de răniți, și 294.000 de prizonieri, cu aproximativ 400.000 de soldați, rătăcind spre interiorul țării. Pierderile materiale au inclus mai mult de 3.000 de tunuri și 1.600 de autovehicule, în timp ce zona cedată avea o suprafață de până la 14.000 km².

### Înlocuirea lui Cadorna, reorganizarea armatei

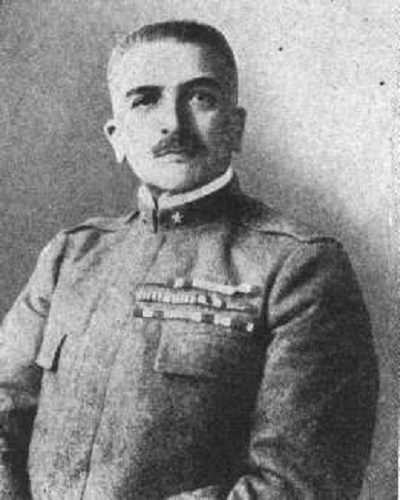
Armando Diaz, noul șef de stat major al Armatei Regale, începând din 8 noiembrie 1917

Înfrângerea de la Caporetto a cauzat diverse schimbări în cadrul înaltului comandament italian. Guvernul Boselli⁠(d) a fost supus unui vot de neîncredere și la 30 octombrie 1917 a fost înlocuit de un guvern condus de Vittorio Emanuele Orlando; la 9 noiembrie, după multe insistențe ale noului premier, Cadorna a lăsat comanda armatei în mâinile generalului Armando Diaz și a preluat postul de reprezentant al Italiei în nou-înființatul Consiliu Militar Interaliat de la Versailles.
Noua linie defensivă din Italia se întindea de-a lungul malului sudic al râului Piave, de la gura lui de vărsare în Marea Adriatică până la masivul muntelui Grappa spre vest, de unde se lega apoi de vechiul front de pe platoul Asiago și în partea de sud a regiunii Trentino. Noul front era mai scurtă cu aproximativ 170 de kilometri, fapt care i-a ajutat pe italieni: Diaz putea desfășura doar 33 de divizii intacte și gata de luptă, aproximativ jumătate din cele disponibile înainte de Caporetto. Pentru a îngroșa rândurile, el a recurs la mobilizarea adolescenților din clasa 1899 (așa-numiții „Băieți din '99⁠(d)”) și în februarie 1918 alte 25 de divizii fuseseră reconstituite. La 8 decembrie 1917, șase divizii franceze și cinci britanice de artilerie și unități de sprijin (în total circa 130.000 de francezi și 110.000 de britanici) au fost aduse în Italia și, deși nu au intrat imediat în acțiune, au fost folosite ca rezervă strategică, care să permită Armatei Regale să-și concentreze trupele pe front. Germanii, dimpotrivă, au mutat pe frontul de vest jumătate din tunuri încă din luna noiembrie și apoi cea mai mare parte a trupelor la începutul lunii decembrie, lăsându-i singuri pe austro-ungari.
Primul semn de revenire a unităților italiene se datorează Armatei a 4-a a generalului di Robilant, care, așezată pe Cadore, a fost retrasă de pe 31 octombrie, cu scopul de a organiza apărarea muntelui Grappa și de a face joncțiunea cu trupele din Platoul Asiago și cele aliniate de-a lungul Piavelui; noua poziție trebuia apărată cu orice preț pentru că era de o importanță vitală pentru întreaga armată, având în vedere că o cădere a ei putea antrena întregul front. Armata a reușit să-l păstreze împotriva diferitelor atacuri austro-ungare în mijlocul lunii noiembrie. Austro-ungarii au oprit atacurile, așteptând primăvara anului următor, deși mici ciocniri au continuat până pe 23 decembrie; sfârșitul războiului împotriva Rusiei a permis majorității trupelor angajate pe frontul de est să se mute pe cel Italian, în vederea unei ofensive decisive.

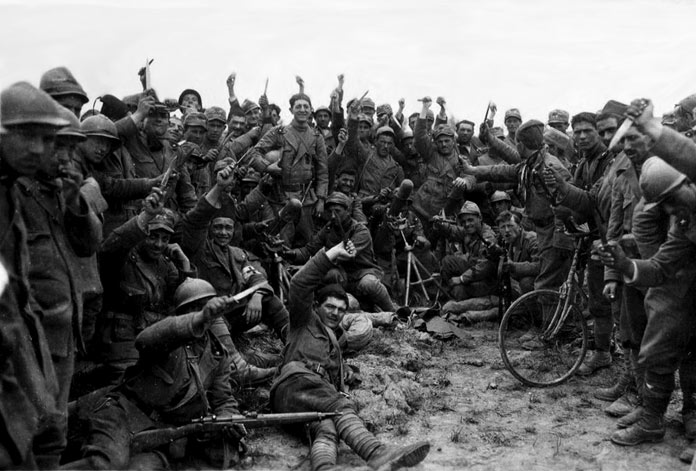
Un grup de Arditi italieni

Diaz a dedicat multe eforturi pentru îmbunătățirea tratamentului soldaților pentru a repara deteriorarea moralului unităților: justiția militară a rămas strictă, dar au fost abandonate cele mai severe practici, în primul rând decimarea; s-au înregistrat îmbunătățiri ale hranei, a fost crescută solda, precum și frecvența și durata permisiilor. Printre resursele puse în acțiune pentru a reacționa la înfrângere și a reseta spiritul de rezistență al soldaților, s-au folosit și o serie de intelectuali și artiști, aleși din rândul soldaților competenți, care au fost implicați în pregătirea ziarelor de tranșee⁠(d) care să ridice moralul, să distreze trupele angajate în apărarea râului Piave și soldați din spate. Chiar în perioada dintre Caporetto și Vittorio Veneto, utilizarea de desenatorilor, ilustratorilor, și pictorilor a devenit mai importantă ca niciodată: aceștia au fost însărcinați cu crearea de benzi desenate pentru ziarul armatei, afișe de propagandă, cărți poștale, și, în general, pentru a face mai eficientă și comunicativă imaginea războiului și a evenimentelor de pe front. Aceste „trupe alese” ale intelectualității militare și-au găsit o identitate și un glas în serviciul P⁠(d) (Propagandă), unde au pus în aplicare o largă campanie de promovare a unui spirit patriotic, folosind psihologia, pedagogia și, mai ales, retorica.
În paralel, serviciul P a planificat și a îmbunătățit cenzura, mai ales în ceea ce privește ziarele. În acest caz, au depus cel mai mult efort pentru a face știrile mai simple și mai ideologizante, eliminând din ziarele destinate trupelor raporturile cu țările aliate, evenimentele din Rusia, cele paisprezece puncte ale lui Wilson și, mai presus de toate, pacea. În același timp, era lăudat războiul dus de Italia, știrile au căpătat caracter educativ și politic, îndreptate cu deosebire spre soldat, care astfel era în contact cu țara lui: se obținea astfel o propagandă fără utilizarea de cântece, de afișe mari, ci prin comentariul natural al știrilor. Crucială a fost, prin urmare, colaborarea soldaților înșiși în procesul de elaborare a ziarelor, uneori redactate de unități foarte mici, unde ostașii aveau posibilitatea de a citi și de a identifica prin caricaturi amuzante, realizate de multe ori de cunoscuți ai lor, care celebrau unitatea lor și reprezentau cu umor viața lor în tranșee.

### Extinderea forței aeriene

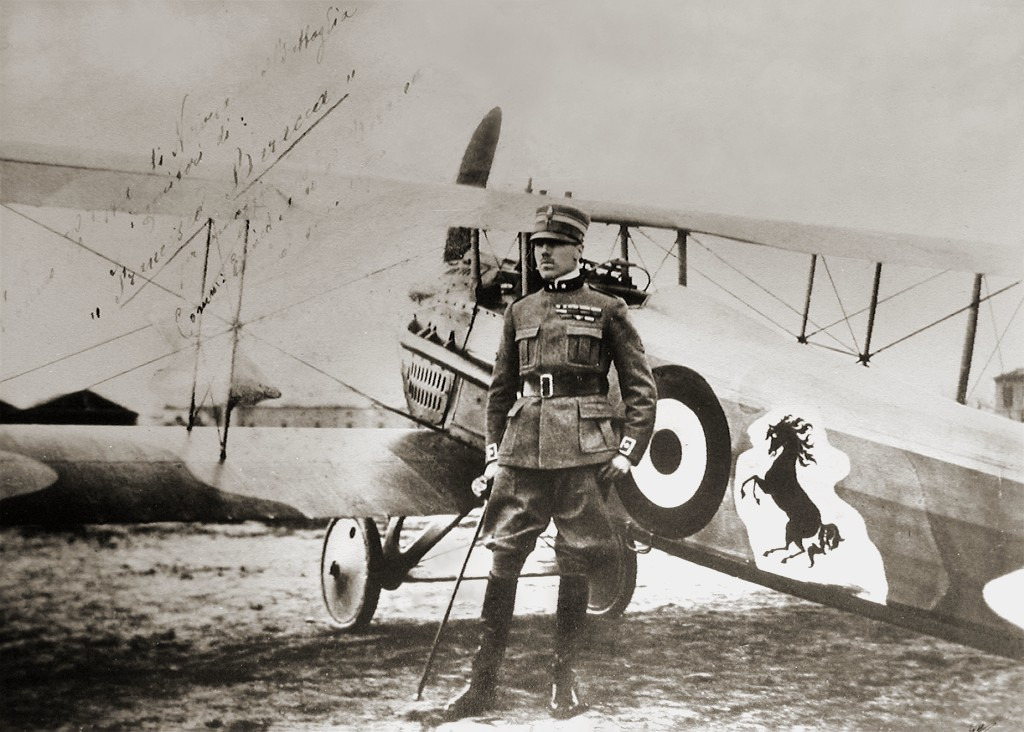
lângă avionul de vânătoare

Când, la izbucnirea conflictului, Italia și-a declarat neutralitatea, s-a lansat un program intens de formare și reorganizare a unităților aeriene, care au fost încadrate în Corpul Aeronautic Militar⁠(d) (CAM), chiar dacă, tocmai din cauza de intrării târzii în război, aviația nu a putut beneficia de la început de progresul tehnic din domeniul aviatic de care au beneficiat alte țări. 15 escadrile împărțite în cele trei grupuri care alcătuiau CAM au fost distribuite între Armatele a 2-a (Grupul II, apoi Grupul al 2-lea⁠(it)[traduceți]) și Armata a 3-a (Grupul I⁠(it)[traduceți]) și apărarea orașului Pordenone (Grupul III, apoi Grupul al III-lea vânătoare terestră⁠(it)[traduceți] pentru Comandamentul Suprem Militar Italian⁠(d)), în timp ce secțiunea de hidroavioane din cadrul marinei a fost desfășurată de-a lungul coastei Adriatice. La data celei de a treia bătălii de pe Isonzo, cu toate acestea, forțele aeriene suferiseră schimbări majore: nevoia tot mai mare de avioane de recunoaștere și bombardament a condus la o creștere a efectivelor totale ale CAM, care a ajuns la 35 de escadrile dotate cu aeronave moderne de producție italiană și franceză.
Mai mult sau mai puțin spre sfârșitul anului 1917, CAM a mai suferit o reorganizare, cu crearea unei structuri de comandă simplificate, care reflecta creșterea în mărime și importanță asumate de către serviciul aerian. Acum, fiecare dintre armatele italiene avea un departament de zbor, în timp ce comandamentul suprem dispunea de o unitate aeriană autonomă însărcinată cu efectuarea de misiuni cu rază lungă de recunoaștere și bombardament în regiunea Udine, în sprijinul operațiunilor la sol de pe frontul Isonzo. În termeni generali, în primele luni ale anului 1917, CAM ajunsese să alinieze 62 escadrile, dintre care douăsprezece primeau acum sarcini de vânătoare și echipate cu monoposturi Nieuport⁠(d) construite sub licență de Alenia Aermacchi⁠(d). Forța aeriană a intervenit în sprijinul operațiunilor de pe Isonzo și din Bainsizza, în timp ce bombardierele Caproni⁠(d) au atacat de mai multe ori arsenalul de la Pola în august și baza navală de la Kotor în octombrie.
La data bătăliei de la Caporetto, au fost organizate alte 15 escadrile de vânătoare; în ciuda înfrângerii, care a forțat departamentele de aviație să se retragă și să renunțe la multe dintre mijloacele și materialele lor, au crescut și mai mult numărul în cursul conflictului, atât de mult încât la momentul armistițiului, efectivele unităților de vânătoare aeriană italiene erau de 75 escadrile (inclusiv trei escadrile franceze și patru britanice). La sfârșitul conflictului, forța aeriană a CAM era în creștere constantă: departamentele de aeronave în prima linie puteau conta pe 1758 de aeronave; după ce în 1915 industria de armament italiană furnizase doar 382 de aeronave și 606 de motoare pentru aeronave, în 1918, se produceau 6488 de aeronave, în timp ce la motoare numărul era de circa 14.840.

## Anul 1918

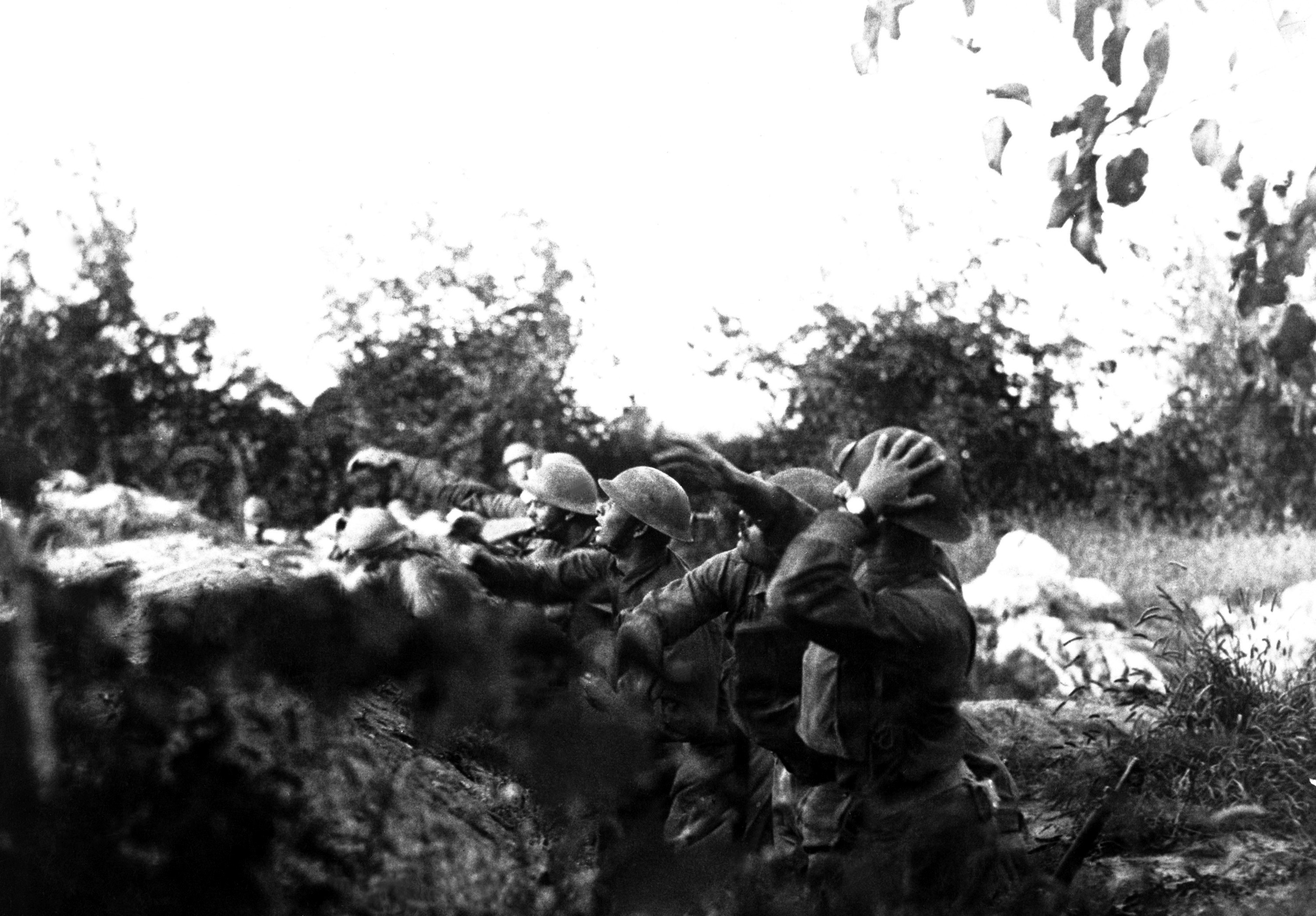
Trupe americane pe frontul de pe Piave, septembrie 1918

La începutul anului 1918, situația era critică pentru Austro-Ungaria: după ce francezii au făcut publică încercarea de pace separată inițiată de Carol I în martie 1917, germanii au impus aliatului lor o subordonare economică și politică aproape totală, și, având în vedere ofensiva de primăvară de pe frontul de vest, le-au impus austro-ungarilor un nou atac pe frontul italian. Marjele de manevră pentru austro-germani au fost, totuși, reduse progresiv: situația Puterilor Centrale la nivel de materiale, alimente și materii prime era din ce în ce mai precară, în timp ce dimpotrivă, întăririle americane, cel puțin pe frontul de vest, începuseră să încline realmente balanța războiului.
Forțele cezaro-crăiești erau obosite după marele efort militar și logistic de la Caporetto, care nu a produs colapsul complet al armatei italiene: cele 53 de divizii concentrate pe front aveau cel mult jumătate din efectivele așteptate, rândurile lor fiind completate cu recruți de șaptesprezece ani sau cu vârstnici, și prăbușirea producției industriale a început să se reflecte negativ asupra dotării cu arme și echipamente. Propaganda Aliaților, acum foarte persistentă, pătrunsese în rândul trupelor, făcându-i pe soldați să dorească din ce în ce mai mult o finalizare rapidă a ostilităților. Lipsa de alimente în întreaga țară a devenit catastrofală și revoltele organizate de grupări naționaliste sau de mișcări socialiste, inspirate de revoluția rusă, se transformaseră în adevărate revolte pentru pâine: în aprilie 1918, cel puțin șapte divizii au fost rechemate în țară pentru menținerea ordinii. Același general Borojević a sugerat să nu se sacrifice ce mai rămăsese din armată, în ofensive inutile, ci să fie păstrată pentru a face față dezordinii, dar înaltul comandament a fost de neclintit în planurile sale pentru un atac decisiv de pe frontul italian.

### Ultimul atac austro-ungar
În planificarea loviturii finale ce urma a fi aplicată Italiei, s-a iscat o dispută între generalul von Hötzendorf, care era la comanda sectorului din regiunea Trentino, și Borojević. Primul considera mai avantajos ca ofensiva să se dezvolte pe Grappa, în timp ce al doilea credea că direcția principală trebuia să fie insula Grave di Papadopoli⁠(d), la gura râului Piave. A intervenit apoi arhiducele Joseph August de Habsburg-Lorena, care, pentru a-i mulțumi pe ambii ofițeri, a hotărât să autorizeze atacuri în ambele sectoare, diluând forțele de-a lungul întregului front.

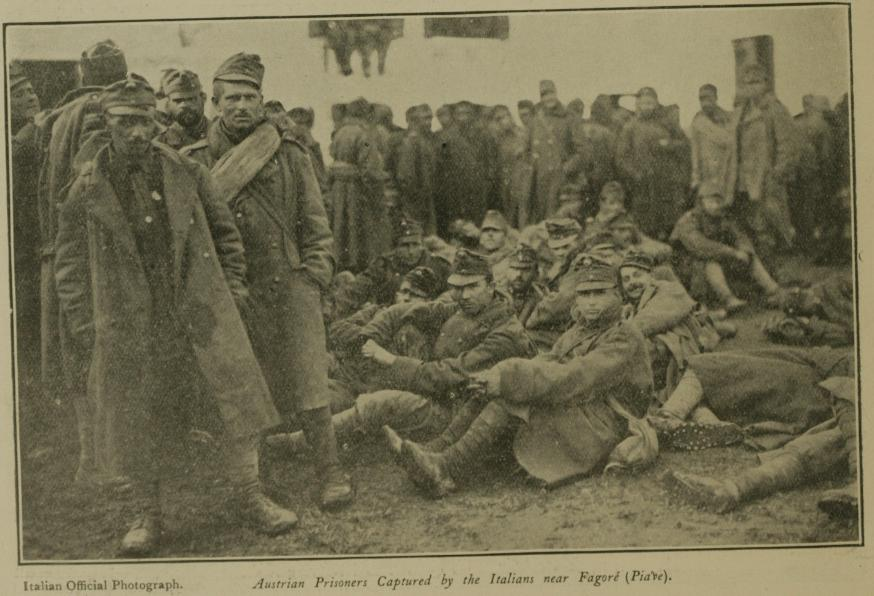
Prizonieri austro-ungari capturați pe Piave

La 15 iunie, a început ofensiva, după ce s-au adunat aproximativ 678 batalioane, și 6.800 de piese de artilerie, cărora italienii le puteau opune 725 de batalioane și 7.500 de piese de artilerie: în primul rând, a fost efectuată o diversiune în pasul Tonale, care a fost ușor oprită; cu toate acestea, generalul Diaz nu se îngrijora. De fapt, obiectivele ofensivei le fuseseră dezvăluite italienilor de niște dezertori, ceea ce le-a permis să mute două armate în zonele desemnate de comandamentul austro-ungar. Prin urmare, ofensiva lui Conrad pe muntele Grappa s-a încheiat aproape imediat printr-un eșec greu, slabele câștiguri teritoriale fiind în scurt timp anulate de contraatacuri italiene. Pe Piave situația a părut mai mult timp favorabilă, trupele lui Borojević reușind să traverseze râul și să stabilească mai multe capete de pod, în special în zona Montello; în prima zi, 100.000 de soldați austro-ungari au fost aduși de-a lungul malului sudic al râului Piave, dar apele umflate de ploi și tirul artileriei italiene au făcut imposibilă stabilirea unei treceri în condiții de siguranță a râului. Deja a doua zi a devenit clar că ofensiva a eșuat: austro-ungarii au fost blocați pe malul lor de rezistența persistentă a italienilor, care pe 19 iunie au trecut la contraatac. În lipsă de rezerve cu care să alimenteze ofensiva, menținerea capetelor de pod a devenit inutilă, și în seara de 20 iunie, comandamentul austro-ungar a ordonat retragerea. Ultimele departamente ale lui Borojević au părăsit malul sudic la 23 iunie, încheind lupta.
După șase luni de consolidare și reorganizare, armata italiană a putut rezista atacului, dar Diaz nu a profitat de ocazie pentru a contraataca pentru că, temându-se că o contraofensivă nu va avea efectul dorit, el a preferat să aștepte întăririle americane, care însa i-au fost refuzate (doar un regiment al Armatei Statelor Unite și câteva unități de sprijin au fost trimise în Italia). Armata Regală a rămas astfel în defensivă, și pentru că pierderile au fost mari: 87.000 de oameni, dintre care aproximativ 43.000 de prizonieri; de asemenea, desfășurarea austro-ungară avusese mult de suferit, cu un total de 117.000 de victime (24.000 prizonieri). Decisivă pentru forțele italiene a fost contribuția aviației, în special în acțiunile de sprijin, de bombardament tactic și de blocaj: cu toate acestea, corpul a suferit pierderea, pe 19 iunie, a asului Francesco Baracca, doborât peste Montello. Cucerirea supremației aeriene de către italieni a fost confirmată și de zborul pașnic peste Viena⁠(d), operat de șapte biplane monomotor SVA⁠(d) pe 9 august 1918, conduse de Gabriele D'Annunzio, lansând mii de afișe de propagandă într-o acțiune care a avut un imens ecou asupra moralului, atât în Italia cât și în străinătate, și a compromis în mod semnificativ sentimentele opiniei publică din Austro-Ungaria.

### Ofensiva armatei italiene

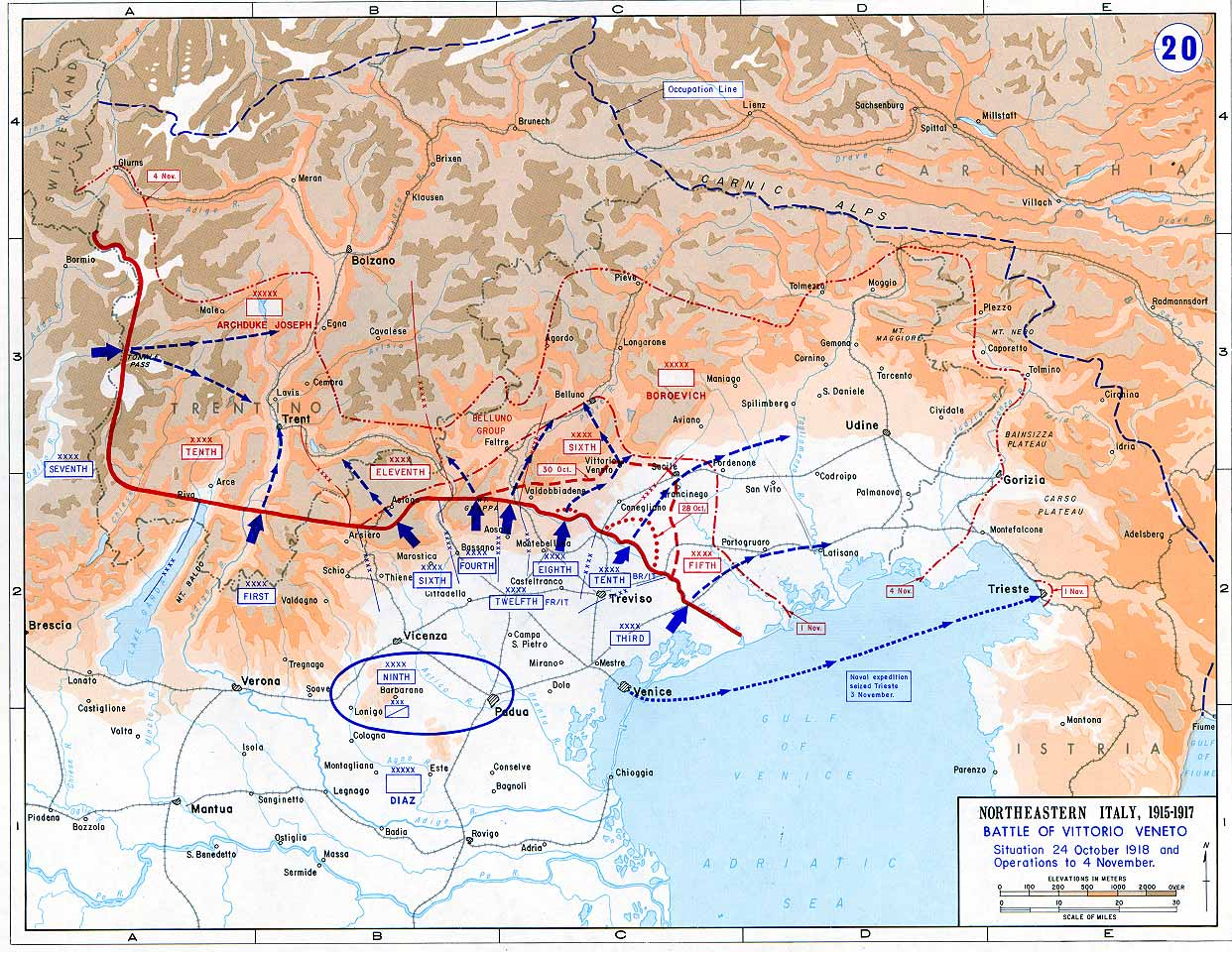
Frontul italian în 1918 și bătălia de la Vittorio Veneto

Între iulie și octombrie 1918, consistența forțelor austro-ungare de pe frontul italian a scăzut de la 650.000 la 400.000 de oameni; oamenii au fost scoși de luptă de boli (gripa spaniolă și-a făcut apariția în preajma Padovei în iulie, și de aici s-a mutat spre est), și de lipsa hranei, la care se adăugau dezertările din ce în ce mai extinse, susținute de constanta eroziune a moralului cauzată de omniprezenta propagandă inamică și de răspândirea acum necontrolată a mișcărilor naționaliste în Imperiu. Chiar și așa, cu toate acestea, forțele lui Borojević mențineau o oarecare coeziune: nu au existat revolte între soldați, cel puțin până la sfârșitul lunii octombrie, și chiar și atunci ele au fost limitate la câteva secții. De cealaltă parte a frontului, forțele lui Diaz au continuat în loc să crească. În luna octombrie erau disponibile 57 de divizii de infanterie și patru de cavalerie, inclusiv trei divizii britanice, două franceze, una cehoslovacă și o legiune românească, distribuite într-o serie de armate mai mici și mai manevrabile de cât cele din timpul luptelor de pe Isonzo; superioritatea Aliaților la capitolul artilerie și avioane a fost copleșitoare, dar Diaz a tot amânat lansarea unei ofensive decisive.
La începutul lunii august 1918, odată epuizat impulsul ofensivei germane în Franța, Aliații au trecut la ofensivă de-a lungul întregului front de vest, iar în septembrie au dislocat complexul sistem de fortificații germane. Miniștrii Orlando și Sonnino, și cu ei și înaltele comandamente aliate, i-au cerut în mod repetat lui Diaz să înceapă atacul decisiv, și generalul a trebuit să se conformeze. Planul italian a fost gata la data de 9 octombrie, iar primele comenzi operaționale au ajuns la comandă pe 12 octombrie: Armata a 4-a a generalului Gaetano Giardino⁠(d) a primit sarcina importantă de a despărți masa austro-ungară din Trentino de cea de pe Piave, atacând pe frontul muntelui Grappa; Armatele a 8-a, a 10-a și a 12-a aveau să atace de-a lungul râului. Diaz a dezvoltat un plan pentru un atac masiv asupra unui singur punct în loc de a ataca pe întreaga linie, într-o încercare de a sparge apărarea și de a tăia drumurile de legătură cu spatele frontului; în acest scop a ales orășelul Vittorio Veneto, considerat a fi un posibil punct de ruptură, pentru că acolo se făcea joncțiunea între Armatele a 5-a și a 6-a austro-ungare.

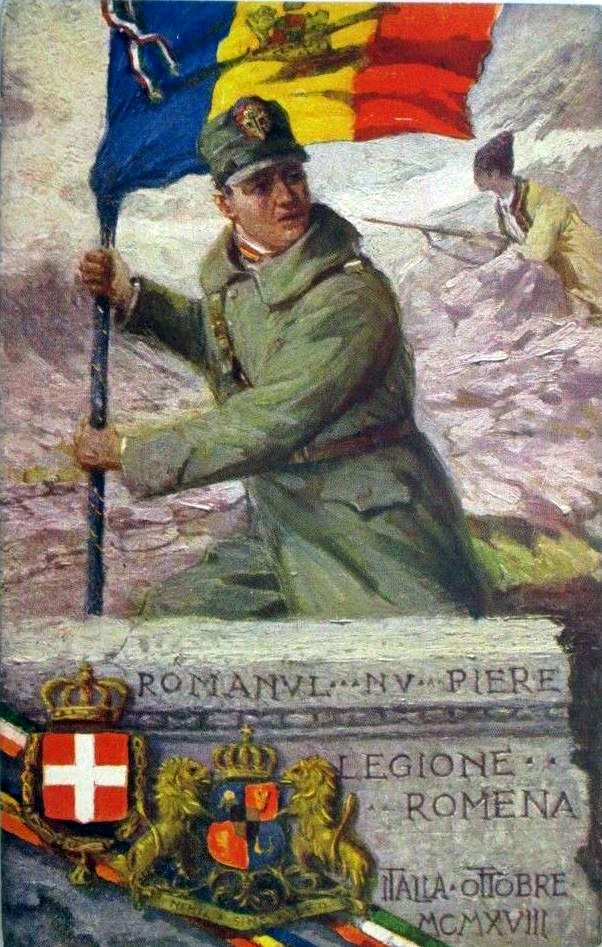
Legiunea Voluntarilor Români din Italia

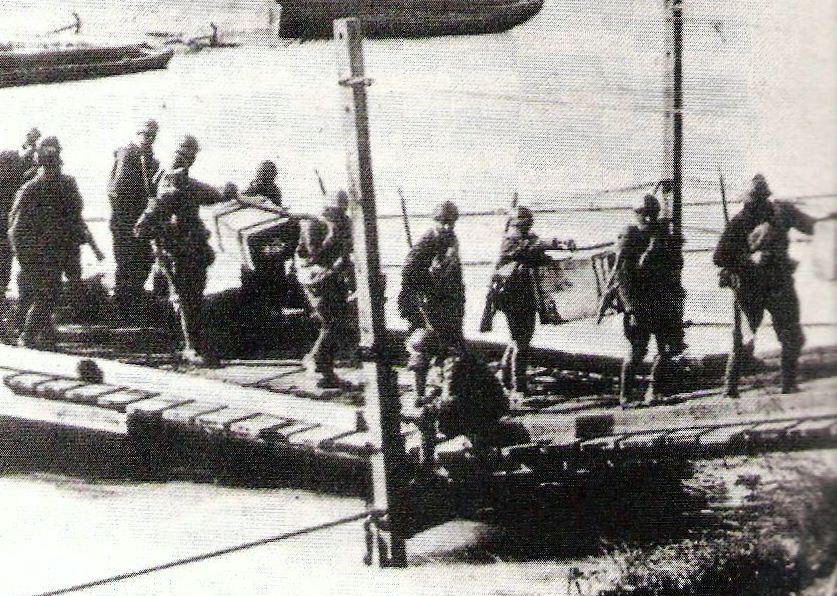
Trupele italiene traversează râul Piave în timpul bătăliei de la Vittorio Veneto

Atacul asupra muntelui Grappa a început exact la ora prestabilită, la 24 octombrie, deși ploile umflaseră apele râului Piave și a trebuit să se amâne începerea ofensivei de-a lungul râului; ofensiva Armatei a 4-a, cu toate acestea, nu a avut niciun succes până la 28 octombrie, și, în unele puncte minima înaintare a italienilor au fost anulate de contraatacurile prompte și eficae ale inamicului. Condițiile meteo au dus la amânarea începerii ofensivei de pe Piave până în seara zilei de 26 octombrie: trupele italiene, franceze și britanice au reușit să stabilească capete de pod pe malul de nord în ciuda rezistenței îndârjite a austro-ungarilor și a dificultății de a monta poduri mobile peste apele umflate ale râului; la 28 octombrie comandamentul suprem italian a ordonat continuarea ofensivei pe termen nelimitat, până când atacul de pe Piave va ieși din stagnare.
Austro-Ungaria era acum cuprinsă de puternice tulburări interne, care s-au repercutat asupra frontului: unitățile imperiale au început să se împartă pe baza etnice și naționale, să refuze a executa ordinele înaltului comandament. După ce a ordonat o primă oprire pe cursul râului Monticano⁠(d) la 28 octombrie, în seara zilei de 29 generalul Borojević a obținut în cele din urmă a obținut permisiunea înaltului comandament de a lansa o retragere generală de-a lungul întregului front; la 30 octombrie, forțele italiene au trecut în masă râul Piave, lansându-se în urmărirea unităților austro-ungare: rezistența ariergardei inamice s-a dovedit slabă, și în aceeași dimineață primul contingent italian a pătruns în Vittorio Veneto, la aproximativ 16 kilometri dincolo de Piave, ajungând pe cursul râului Livenza⁠(d).
Legiunea Voluntarilor Români din Italia a fost corp de voluntari de naționalitate română, format din prizonierii de război români din armata austro-ungara. Unitățile formate până în octombrie 1918 au luptat efectiv până la armistițiul din 3 noiembrie 1918.

### Prăbușirea imperiului

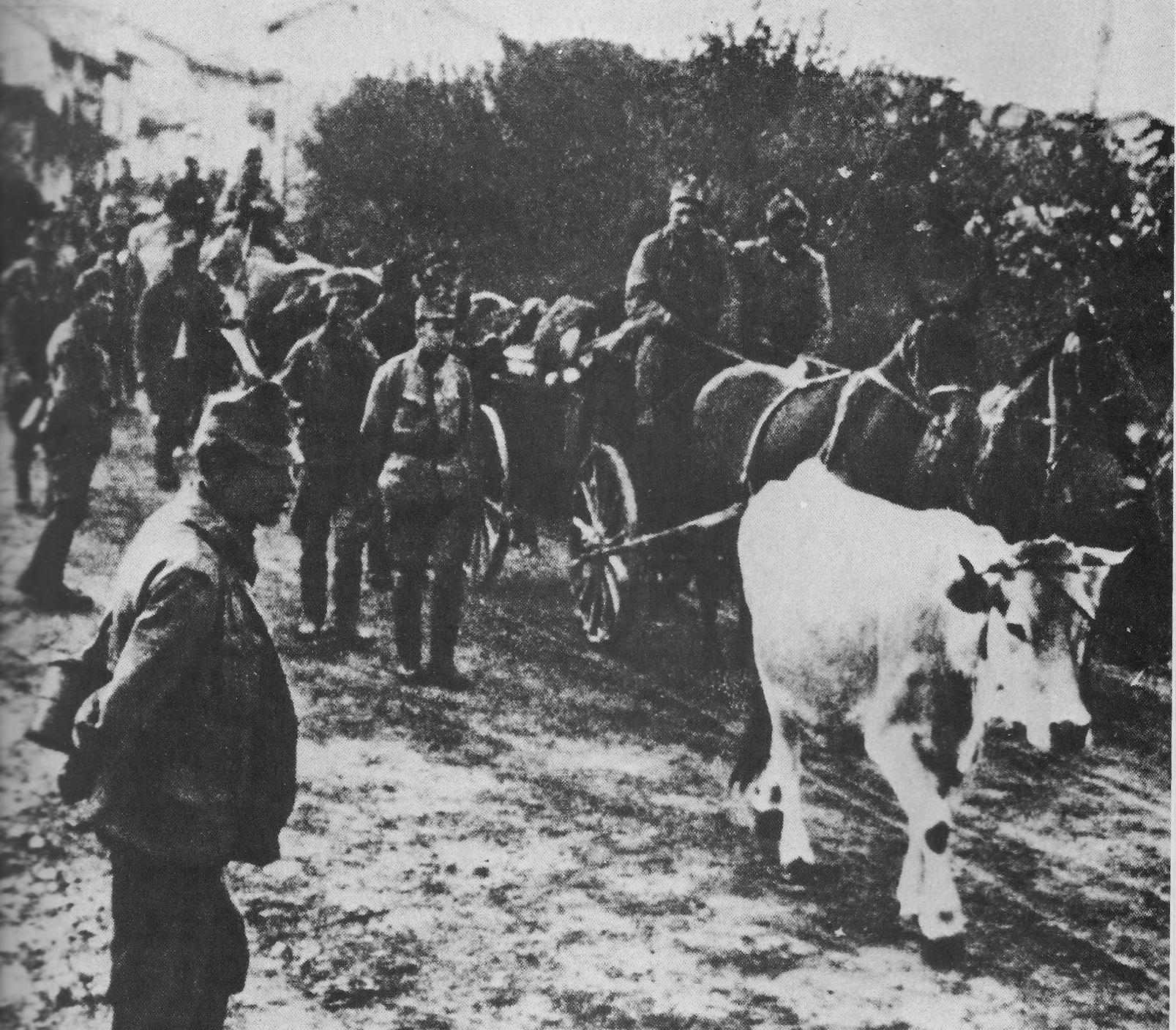
Trupele austro-ungare în retragere în ultimele zile ale războiului

Pe 28 octombrie, Austro-Ungaria a cerut Aliaților armistițiul. Țara era în colaps, și acum diferitele mișcări de eliberare făceau totul pentru a exploata situația. La Praga cererea de armistițiu a provocat o reacție puternică a cehilor: Consiliul Național Cehoslovac s-a întrunit în palatul Gregor, și și-a asumat atribuțiile unui adevărat guvern, dând ordin oficialilor austrieci din castelul din Hradčany să-i transfere atribuțiile și proclamând independenței Statului Ceh. În acea seară, trupele austriece din castel au depus armele. Tot pe 28, Parlamentul croat a declarat că, din acel moment, Croația și Dalmația vor face parte dintr-un „Stat național suveran al slovenilor, croaților și sârbilor”; declarații similare au fost rostite la Laibach și Sarajevo, legând aceste regiuni de Iugoslavia emergentă.
Pe 29 octombrie, Consiliul Național Slovac s-a alăturat noii entități, insistând asupra dreptului regiunii slovace la „liberă autodeterminare”. Pe 30 octombrie, în timp ce Viena se străduia să ajungă la un armistițiu cu Aliații, portul austriac Fiume, care timp de două zile făcuse parte din statul sârbo-croato-sloven, și-a proclamat independența și a cerut să se alăture Italiei. La Budapesta, contele Mihály Károlyi a format un nou guvern maghiar, și, cu consimțământul lui Carol I, a denunțat pactul dualist din 1867, și apoi a inițiat negocieri cu forțele franceze din Serbia; cu toate acestea, împăratul s-a angajat să transfere k.u.k Kriegsmarine slavilor de sud și flotila Dunării Ungariei. Pe 30 a sosit la Villa Giusti, în apropiere de Padova, delegația austro-ungară pentru armistițiu. Pe 1 septembrie orașul Sarajevo, s-a declarat și el parte a „Statului suveran al slavilor de sud”, în timp ce la Viena și Budapesta izbucneau revoluții bolșevice, care aveau să fie înăbușite până în august 1919.

### Armistițiul
Asupra lungilor coloane de soldați, de bunuri și de artilerie ale armatelor austro-ungare în retragere s-a tras din peste 600 de avioane italiene, franceze și britanice, bombardament feroce față de care oamenii au avut nicio modalitate de a se apăra.
„De-a lungul drumului erau epave de vehicule, cai morți, cadavre de oameni în drum și pe câmpurile unde fugiseră să scape de mitralierele și bombele din avioane [..]”—Bernard Garside, ofițer britanic
Pe 3 noiembrie, delegația a semnat armistițiul care avea să intre în vigoare în ziua următoare. În aceeași zi, italienii au intrat în Trento, Marina Regală a debarcat la Trieste, iar pe frontul de vest Aliații au acceptat cererea oficială de armistițiu propusă de guvernul german. La orele 15:00 în ziua de 4 noiembrie pe frontul italian au încetat luptele; de acea noapte își amintea ofițerul de artilerie britanic Hugh Dalton: „[...] cerul era luminat de lumina focurilor și de rachete colorate. [..] În spatele nostru, în direcția Treviso, se auzea un îndepărtat dangăt de clopote, și cântece și strigăte de bucurie peste tot. A fost un moment de perfecțiune și desăvârșire”.
Generalul Armando Diaz a dat veste în întreaga țară de încheierea conflictului, semnând ultimul buletin de știri de război, rămas apoi în istorie ca „buletinul de Victorie”, încheiat cu următoarele cuvinte: „[...] rămășițele a ceea ce a fost una dintre cele mai puternice armate din lume se întorc în dezordine și fără speranță pe văile pe care le-au coborât mândră siguranță de sine.” În ziua următoare au fost ocupate Rovigno (Rovinj), Parenzo (Porec), Zara (Zadar), Lissa (Vis); orașul Fiume, neinclus în lista celor ce urmau a fi ocupate de forțele italiene în textul armistițiului, a fost ocupat în urma proclamării unirii cu Italia, emisă la 30 octombrie de către Consiliul Național. Armata a forțat chiar și linia pactului de la Londra și a ocupat Ljubljana, dar a fost oprită în apropiere de Postojna de trupele sârbe.

## Bilanț și consecințe

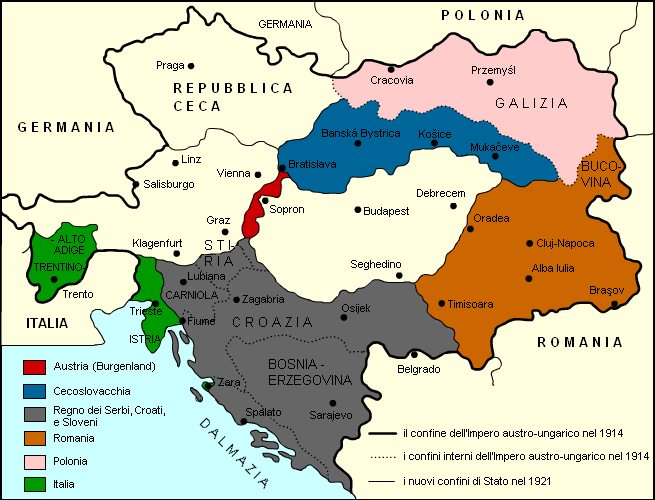
Dezmembrarea Austro-Ungariei în conformitate cu tratatele de pace

În urma armistițiului, problemele militare ale Italiei erau numeroase și au variat de la consolidarea noii linii de frontieră la reorganizarea teritorială și a serviciilor teritoriale și ale unităților combatante, asistența acordată populației din ținuturile eliberate, și colectarea de prăzii de război, reorganizarea foștilor prizonieri de război. În același timp, guvernul a considerat imperios necesar începutul demobilizării, cerută într-un glas de întreaga țară.
Cea mai mare problemă în perioada imediată de după război pentru armată a fost însă reorganizarea aparatului militar, care avea nevoie de modernizare. Dacă Caporetto a fost, în esență, o înfrângere cauzată de lipsa de prevedere și de subevaluările înaltului comandament, au fost multe episoade care au relevat deficiențe în desfășurarea operațiunilor și lipsa de adaptabilitate la nevoile moderne; carnagiul îndurat pe Ortigara a oferit un exemplu clar de refuz încăpățânat al acțiunii în profunzime, și insistență în ofensivă pe front larg. Era nevoie de eficientizarea unităților pentru o mai mare autonomie, manevrabilitate și putere de decizie, așa cum făcuseră cu succes forțele austro-germane.
La conferința de pace de la Paris, delegația italiană condusă de Orlando, a impus punerea în aplicare a pactului de la Londra din 1915, și a cerut, în plus față de aplicarea sa deplină, și anezarea orașului Fiume (Rijeka), în virtutea majorității etnice italiene și a proclamației din 30 octombrie. Orașul era însă desemnat expres ca principală ieșire maritimă a unui posibil stat croat sau maghiar: Aliații au refuzat de la început cererile Italiei, ai cărei lideri erau și ei împărțiți cu privire la cum să acționeze. Dacă Orlando a părăsit conferința de pace în semn de protest, noul premier Francesco Saverio Nitti a reiterat poziția Italiei și, în același timp, a început negocieri directe cu noul Regat al Sârbilor, Croaților și Slovenilor.

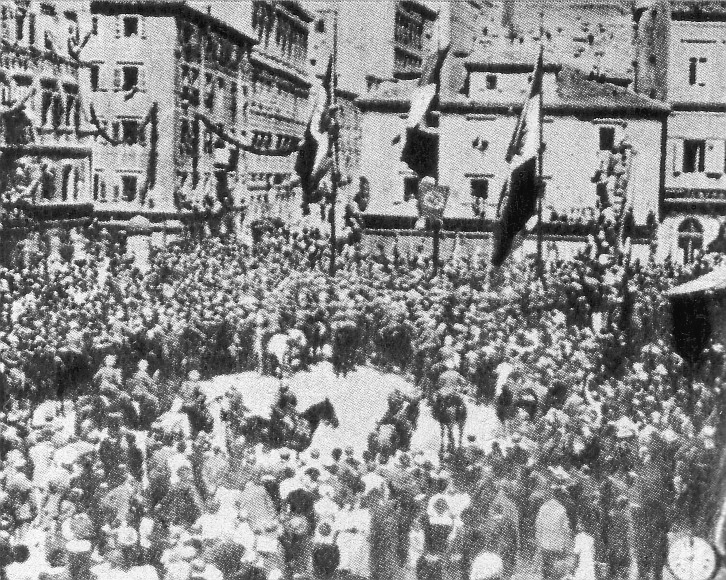
Legionarii italieni proclamă înființarea la Fiume

La 10 septembrie 1919, Nitti a semnat tratatul de la Saint-Germain, care definea frontierele italo-austriece, dar nu și pe cele orientale. Nou-înființata Primă Republică Austriacă a cedat Italiei Trentino și Tirolul de Sud, Istria, întreaga Venezia Iuliană⁠(d) până la Alpii Iulieni (inclusiv orașul Volosca (Volosko) și insulele din Carnaro⁠(d)), Dalmația nordică în granițele sale administrative până la portul  Sebenico (Šibenik) inclusiv toate insulele împrejmuitoare, portul Valona (Vlora) și insulița Sazani⁠(d) din Albania (ocupată în timpul conflictului). Tratatul a inclus, de asemenea, dreptul de a cere ajustări ale posesiunilor franco-britanice din Africa.
Tratatul nu a mulțumit pe nimeni. Iugoslavia revendica drept propriul său teritoriu zone care fuseseră acordate Italiei; și acesta, la rândul său, a căutat să ocupe Fiume, teritoriu care îi fusese refuzat. Iredentismul naționalist, consolidat în cursul războiului, a trecut pe poziția de contestare deschisă și radicală a deciziilor guvernului; după plecarea de la conferință a delegaților din Italia, mitul „victoriei mutilate” și ambițiile expansioniste în Marea Adriatică au devenit forțe ale mișcării. În curând au apăurt tensiuni într-o sferă socială eterogenă, din care făceau parte și Arditi, singurii capabili de o transformare curajoasă a atitudinii guvernului. În multe medii, credința larg răspândită, alimentată de ziare și de unii intelectuali, că cei peste 600.000 de morți din război au fost trădați, trimiși degeaba la măcel, și că trei ani de suferințe au servit numai la distrugerea Imperiul Habsburgic pentru a construi unul nou și chiar mai ostil la frontierele Italiei.
La 12 septembrie 1919, o forță neregulată de voluntari naționaliști și foști combatanți italieni, condusă de poetul Gabriele D'Annunzio, a ocupat militar orașul Fiume și a pretins anexarea lui la Italia. Confruntat cu această acțiune de forță, Guvernul a tras de timp și a lăsat această acută chestiune internațională în seama celui de al cincilea guvern Giolitti, care a reușit să deblocheze situația: Giolitti a ajuns la un acord cu iugoslavii, și Fiume a fost recunoscut ca oraș independent. D'Annunzio și legionarii au fost nevoiți să abandoneze orașul numai după intervenția în forță din decembrie 1920.

### Victimele
Numărul de victime raportat de către forțele armate ale Regatului Italiei în Primul Război Mondial, inclusiv pierderile de pe toate teatrele în care au fost implicate trupele italiene au fost făcute de către demograful italian Giorgio Mortara⁠(d) în 1925, pe baza datelor oficiale ale guvernului, estimând un total de 651.000 de soldați italieni căzuți în timpul conflictului, defalcate după cum urmează: 378.000 uciși în luptă sau morți din cauza rănilor, 186.000 morți de boli și 87.000 de invalizi care au murit în perioada dintre 12 noiembrie 1918 și 30 aprilie 1920 din cauza rănilor suferite în război. Alte surse ridică această cifră până la un total de 689.000 de militari morți din toate cauzele în timpul conflictului, adăugând și o estimare de aproximativ 1.000.000 de răniți, dintre care 700.000 de persoane rămase cu handicap. Prin comparație, numărul deceselor cauzate de cele trei războaie italiene de independență sunt estimate la mai puțin de 10.000 de oameni în total, în timp ce numărul italienilor căzuți în cel de al Doilea Război Mondial s-a ridicat la puțin mai mult de 291.000 de oameni.
Pierderile totale de militari (morți, răniți și dispăruți presupuși morți) raportate de austro-ungari pe frontul italian se estimează a fi de aproximativ 650.000 de oameni; o altă estimare vine la aproximativ 400.000 de morți și 1.200.000 de răniți. Numărul total al victimelor în rândul militarilor austro-ungari, în timpul conflictului s-a ridicat la aproximativ 1.100.000 căzuți pe toate fronturile. Pierderile raportate de către Aliați pe frontul italian s-au ridicat la 1.024 de morți și 5.073 de răniți la britanici, 480 de morți și 2.302 răniți la francezi, 3 morți și 5 răniți pentru americani.
Numărul total al morților civili din Italia, în orice caz este estimat la aproximativ 589.000 victime, în principal din cauza malnutriției și a penuriei de alimente, la care se adaugă alte 432.000 de decese din cauza gripei spaniole izbucnite spre sfârșitul ostilităților. Doar o mică parte din aceste decese a fost cauzată în mod direct de acțiuni militare: 3400, din care 2293 morți în atacurile împotriva navelor, 958 de bombardamente aeriene și 147 în bombardamente navale. O estimare a victimelor civile austro-ungare în timpul conflictului se ridică la 467.000 de decese „imputabile războiului”, în principal cauzate de malnutriție.

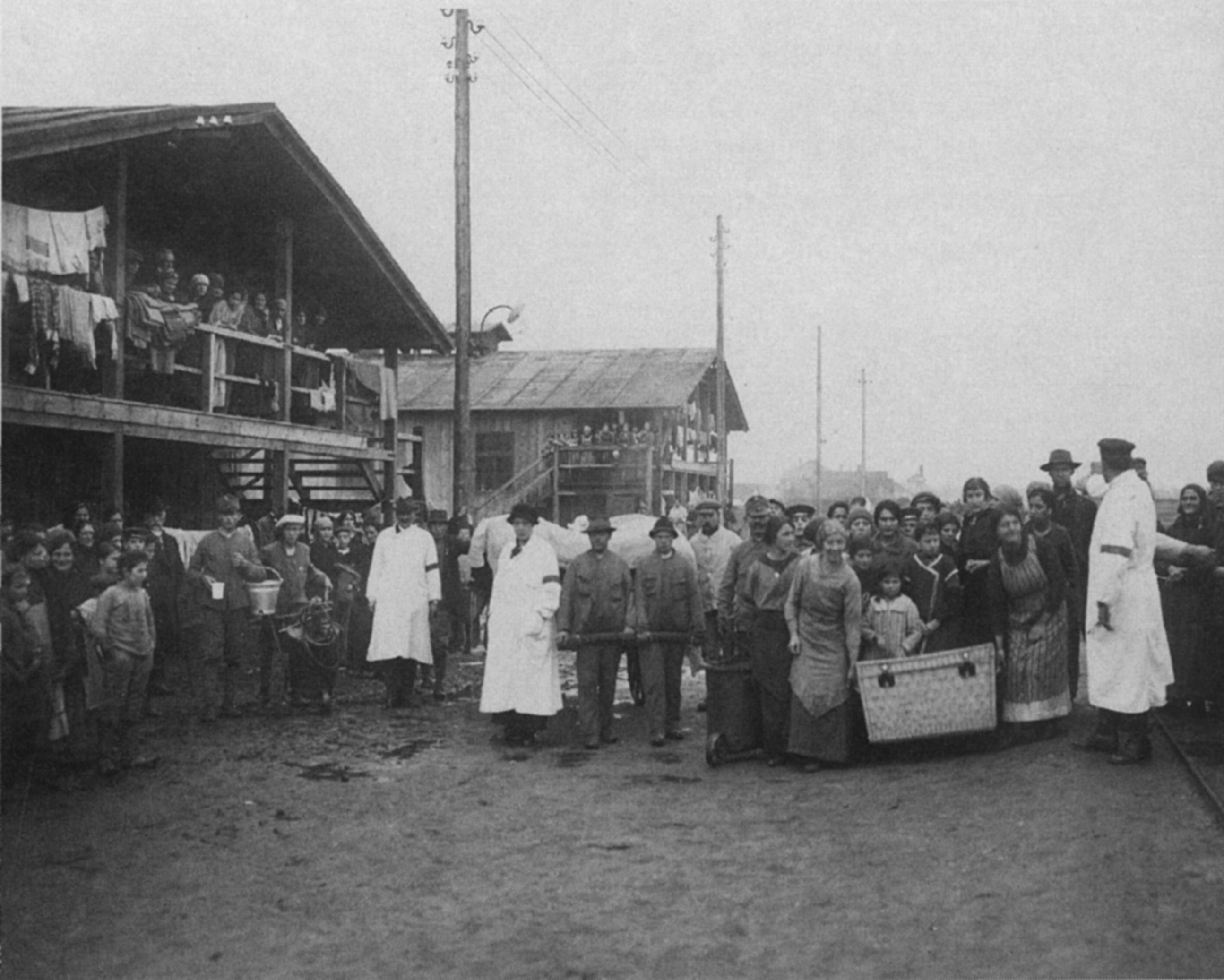
Civilii evacuați de pe coasta dalmată sosesc în, Austria

Războiul a dus și la mari deplasări de populație: aproximativ 70.000 de civili rezidenți în Friuli și în zonele ocupate de armata italiană au fost internați din motive de securitate militară, de multe ori pe baza unor acuzații generice sau nefondate, fiind transferați cu forța în alte regiuni ale peninsulei (unele grupuri au fost trimise și în Sardinia și Sicilia); comandamentul italian a decretat transferul tuturor civililor care au trăit în zonele din apropierea frontului (40.000 de persoane numai în primul an de război), la care se adaugă 80.000 de fugiți din platoul Asiago în timpul Strafexpedition și 650.000 din Friuli și Veneto după Caporetto. În același mod, autoritățile austro-ungare au hotărât internarea cetățenilor italieni surprinși de război în cadrul imperiului, în plus față de persoanele suspectate de spionaj sau de simpatie cu inamicul: aproximativ 15.000 de civili au fost internați, chiar dacă doar 3.000, bărbați capabili de luptă, au fost reținuți până la sfârșitul ostilităților. În primele luni de război s-a lansat o mare evacuare din Trentino și de pe litoralul austriac⁠(d), care a dislocat până la 230.000 de civili către zonele interioare ale Imperiului, unde au fost găzduiți într-o serie de tabere, în condiții de igienă și de aprovizionare cu alimente de cele mai multe ori foarte modeste.
Incidentele de atrocități împotriva civililor au fost rare. La sfârșitul lunii mai 1915 la comandamentul italian de la Villesse a dispus arestarea întregii populații a satului și împușcarea a șase civili, pe baza unor rapoarte vagi, care se refereau la focuri de armă trase asupra trupelor italiene; o săptămână mai târziu, italienii au adunat toată populația de sex masculin dintr-o duzină de sate între Caporetto și Tolmino, acuzată de spionaj și de adăpostirea dezertorilor și a supus ostaticii la decimarea prin împușcarea a șase civili aleși la întâmplare. Friuli ocupat de austro-ungari, după Caporetto, a fost supus legii marțiale, dar o comisie italiană de anchetă a stabilit după război că pedepsele capitale la care au fost condamnați civilii au fost în cele din urmă foarte puține; forțele imperiale au efectuat rechiziții pe scară largă de produse alimentare și animale, provocând o gravă criză alimentară care a provocat cel puțin 10.000 de morți în rândul populației civile înainte de sfârșitul conflictului.